# Porsche 911 (1963)
Der Porsche 911 ist ein Sportwagen von Porsche und der Nachfolger des Porsche 356. Der kurz „Neunelfer“, oder nur „Elfer“ genannte Porsche 911 ist das bekannteste Fahrzeug des Stuttgarter Unternehmens und gilt als Inbegriff der Marke.
Porsche stellte das später so genannte „Urmodell“ im September 1963 vor. Das „G-Modell“ ab 1973 bildete dann die zweite Generation der inzwischen acht Generationen der 911er-Modellreihe (Stand 2022).

## Modellreihe 1964–1973

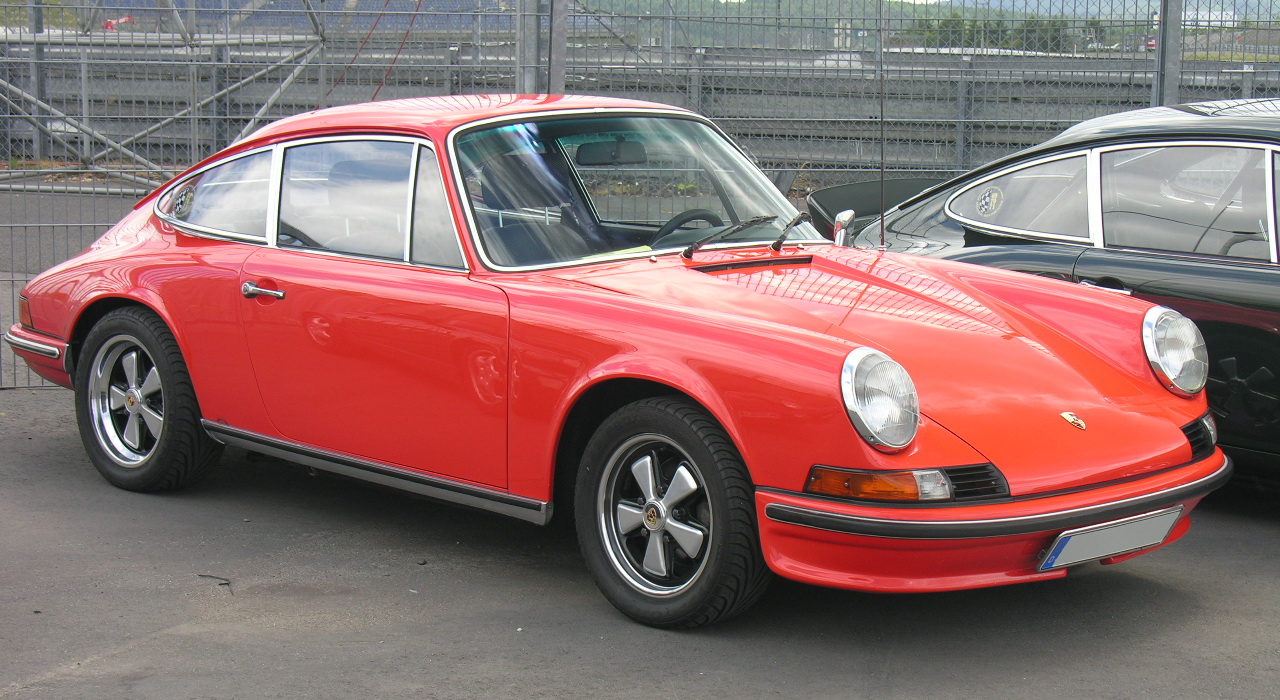
Porsche 911 S (Urmodell)

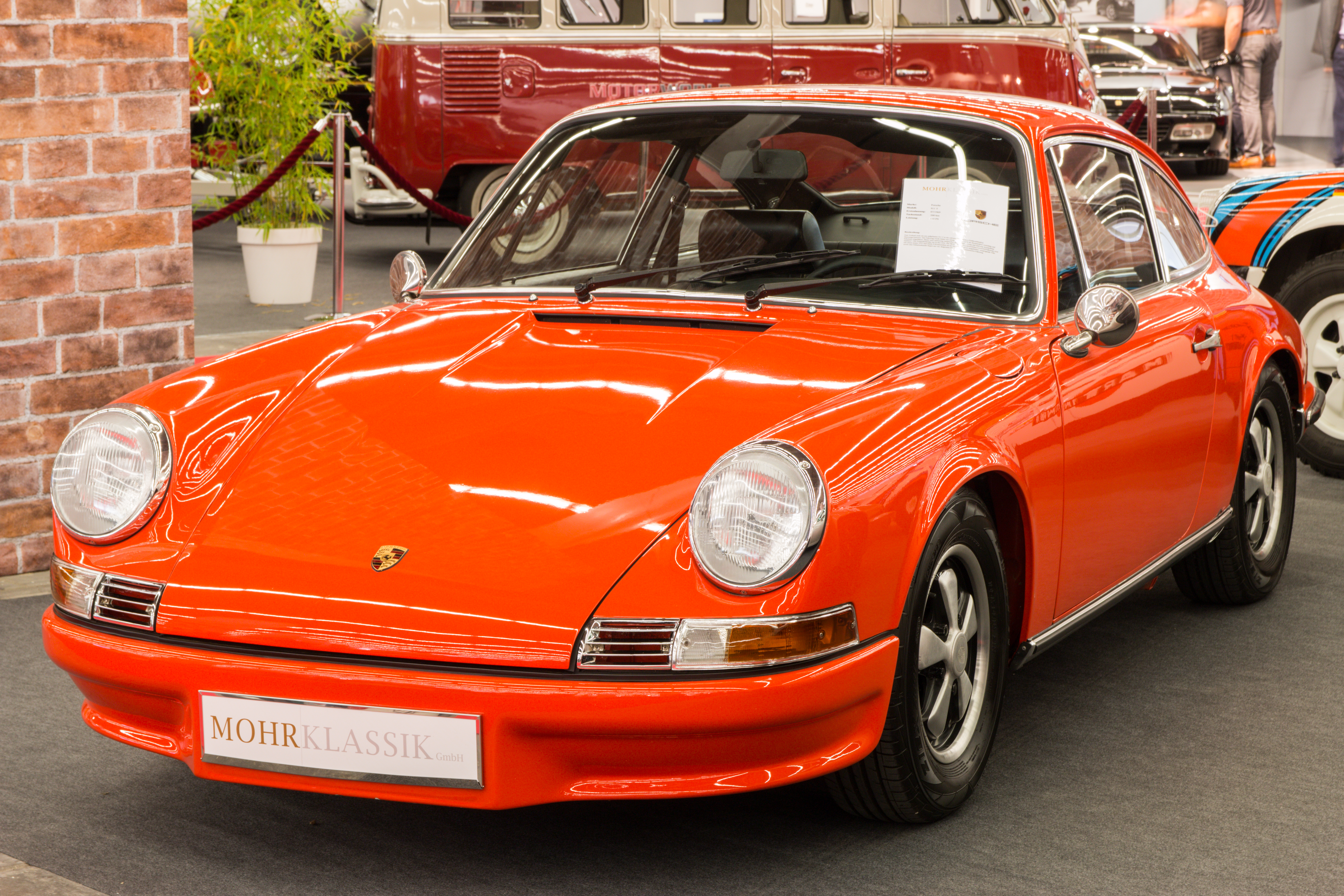
Porsche 911 T (C-Serie, Juli 1969)

### Markteinführung
Der 911 war gegenüber dem Modell 356 ein großer Entwicklungsfortschritt. Dies gilt für die gesamte Fahrzeugkonstruktion und im Besonderen für den Motor. Vor Beginn der 911-Serienfertigung im September 1964 wurden 13 Prototypen noch als Porsche 901 gebaut. Porsche stellte das später so genannte „Urmodell“ im September 1963 auf der IAA in Frankfurt am Main unter seiner internen Entwicklungsnummer als Porsche 901 vor. Die Bezeichnung musste jedoch kurz nach dem Verkaufsstart im November 1964 geändert werden, da sich Peugeot als Bezeichnung für seine Pkw-Modelle die Rechte an sämtlichen dreistelligen Zahlen mit der „0“ in der Mitte gesichert hatte. Zusammen mit den 13 901-Prototypen wurden im ersten Modelljahr 1965 (ab September 1964) insgesamt 230 Wagen des Typs 911 produziert. Der Preis betrug anfangs 21.900 Deutsche Mark, was inflationsbereinigt in heutiger Währung etwa 53.200 Euro entspricht.

### Karosserie
Der Wagen war insgesamt größer und innen geräumiger als der Vorgänger 356. Die größeren Fensterflächen ergaben eine bessere Rundumsicht, die zur höheren Verkehrssicherheit beitrug. Der rund 11 cm größere Radstand verbesserte den Fahrkomfort. Ebenso wuchs das Volumen des vorn befindlichen Kofferraums.
Es heißt, dass Ferdinand Alexander Porsche für den Entwurf der Karosserie unter anderem die Maßgabe hatte, mindestens ein Set Golfschläger im Kofferraum unterbringen zu können, da die typische Porsche-Kundschaft so etwas beim 356er vermisst habe. Das Hauptkriterium für die Karosserie war jedoch eine hohe Wiedererkennung als Porsche und eine Ähnlichkeit zum Vorgängermodell. Ebenso war der Heckmotor (hinter der Hinterachse) ein festes Kriterium, das im Pflichtenheft der Karosserieentwickler stand. Zusammen mit Erwin Komenda, der bereits die Entwicklung des Porsche 356 maßgeblich beeinflusste, entwarf Ferdinand Alexander Porsche die Form des 911, die bis heute charakteristisch für den Wagen ist. 

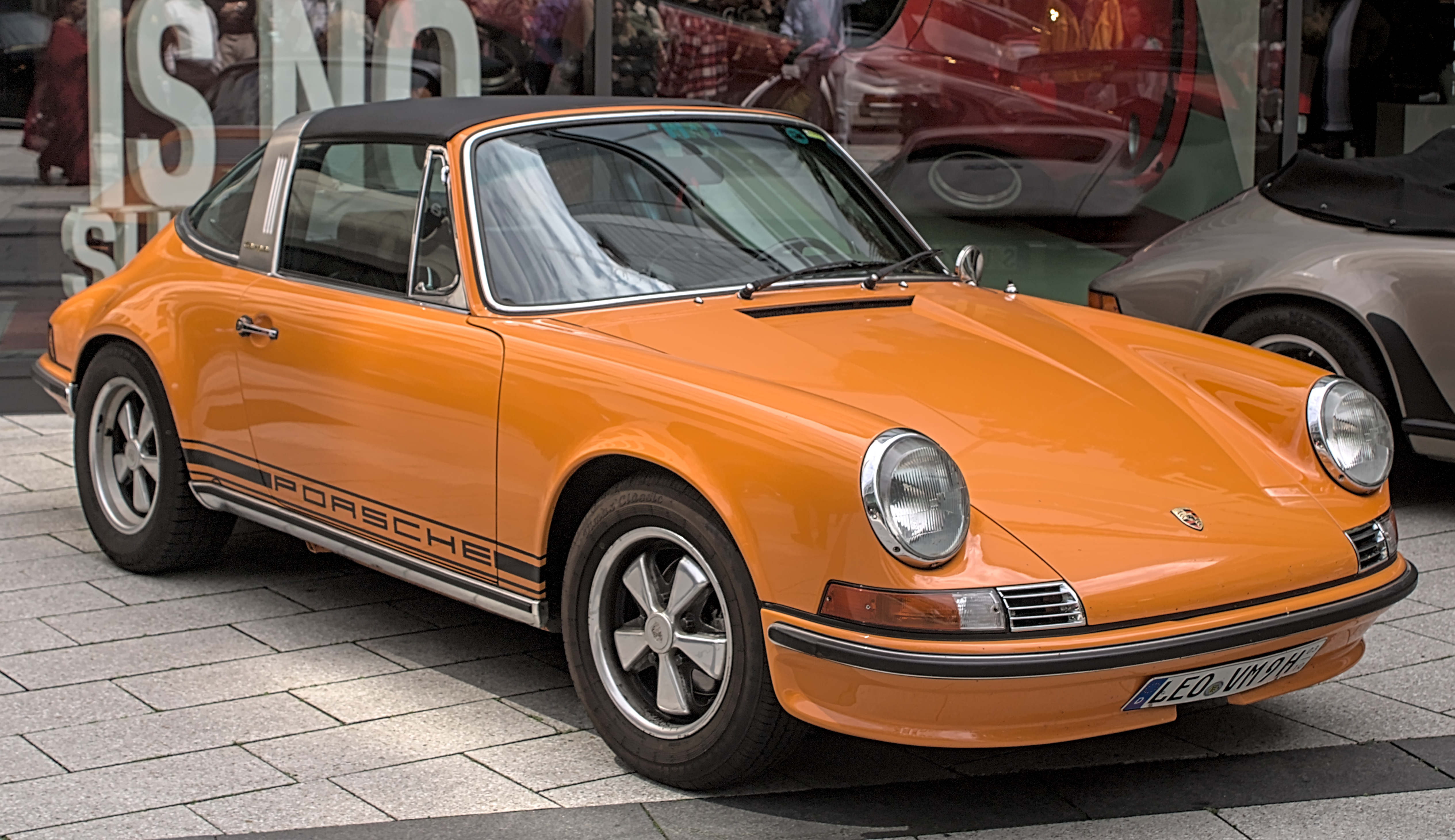
Porsche 911 E Targa

Das 1963 vorgestellte „Urmodell“ wurde bis Mitte 1973 mit unterschiedlichen Motorleistungen (T, L, E und S) und Ausstattungen zunächst nur als Coupé und ab Modelljahr (Mj.) 1967 zusätzlich als offene Version (Targa) gebaut. Der Targa war ein sogenanntes Sicherheitscabriolet mit breitem Überrollbügel, bei dem das Dach und ursprünglich auch ein Restverdeck mit Heckscheibe (Softwindow genannt) abgenommen werden konnte. Vorgestellt wurde der 911 Targa (ital. Schild) 1965 auf der IAA in Frankfurt am Main. Der Name leitet sich von der Targa Florio ab, einem Langstreckenrennen auf Sizilien, das Porsche von 1956 bis 1965 fünfmal gewann. Ein Cabriolet gab es erst ab Mitte 1982 im „G-Modell“.
In den Jahren 1971 und 1972 wurden knapp 10.000 Porsche 911 T, E und S des 2,4 Liter E-Modells als später so genannte „Ölklappenmodelle“ produziert. Bei diesen Fahrzeugen saß der Einfüllstutzen für das Öl statt im Motorraum unter einer Klappe außen an der rechten B-Säule. Mit dem Modelljahr 1973 verschwand die Ölklappe wieder – angeblich auch, weil sowohl Besitzer als auch Tankwarte in Unkenntnis Benzin in den vermeintlichen Kraftstofftank füllen, was Motorschäden zur Folge gehabt haben soll.

### Motor

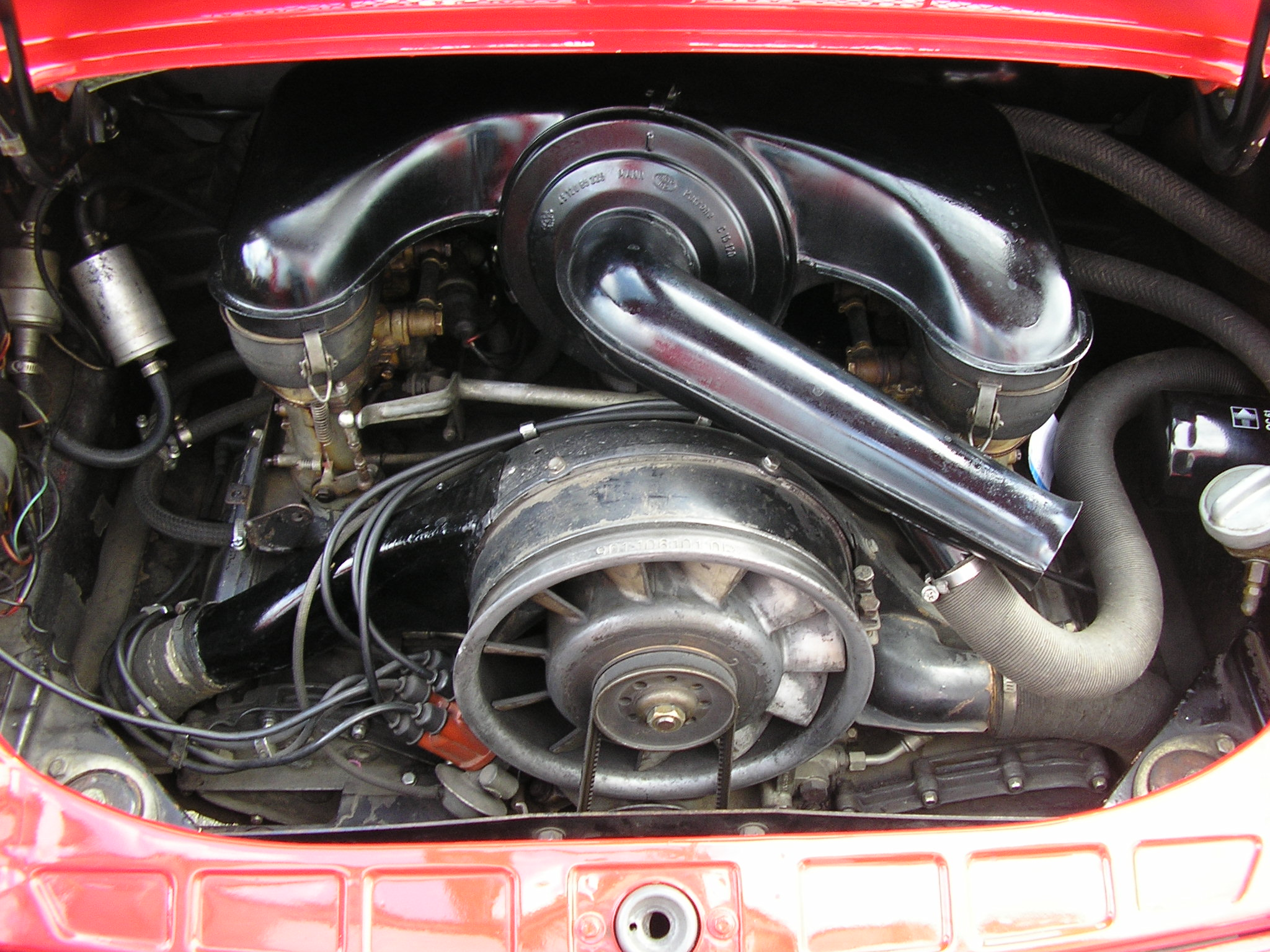
2-Liter-Motor mit 130 PS (1968)

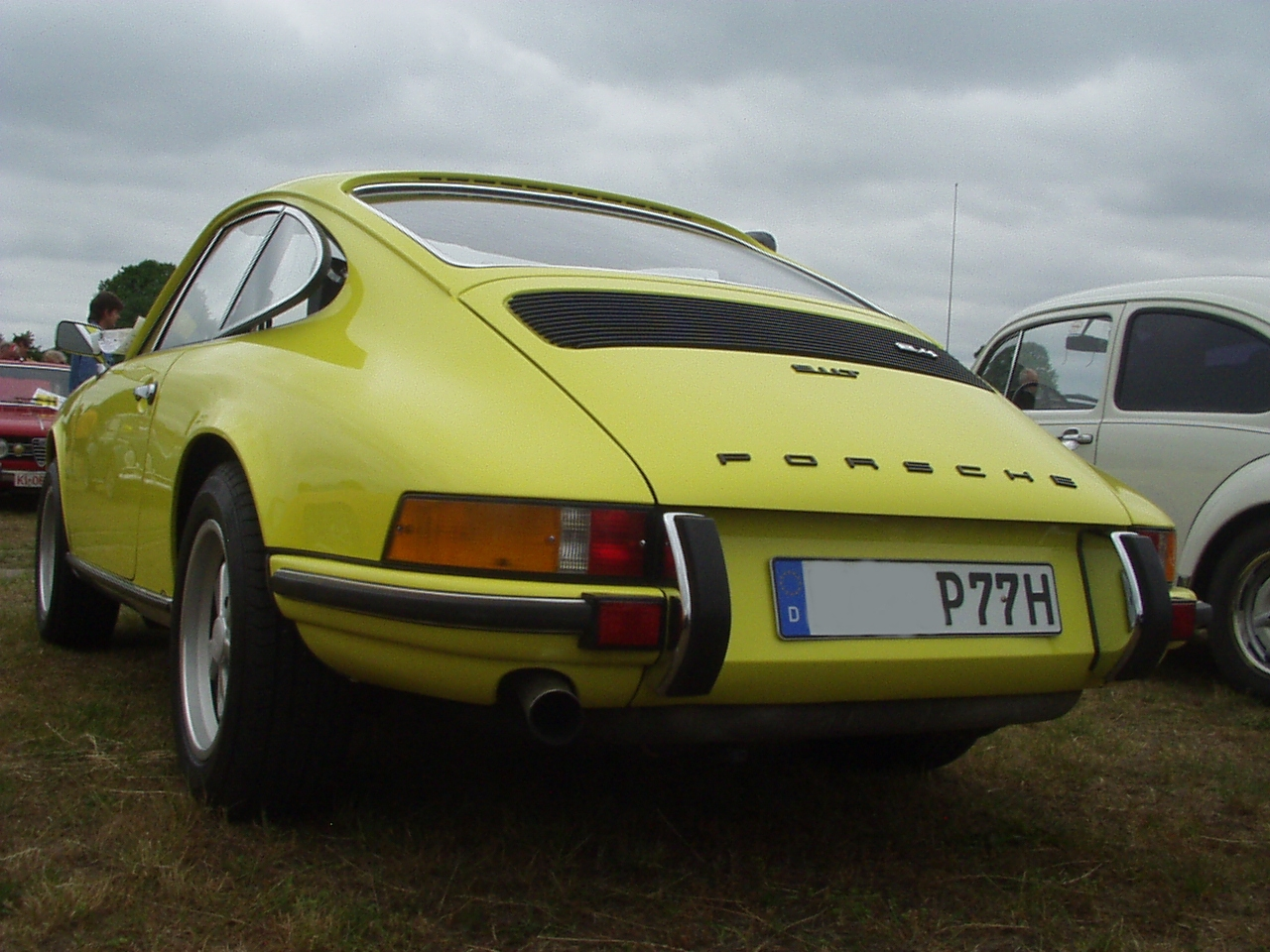
Porsche 911 T 2.4 Heckansicht

Das Konzept des luftgekühlten Boxermotors als Heckmotor blieb, allerdings wurde der Vierzylinder mit 1,6 Litern Hubraum des Vorgängermodells durch einen neu konstruierten Zweiliter-Sechszylindermotor ersetzt. Grund für die Erhöhung von Zylinderanzahl und Hubraum war zum einen, dass der noch auf dem Motor des VW Käfers basierende 356-Serienmotor mit maximal 95 PS (70 kW) Leistung nicht mehr mit wirtschaftlich vertretbarem Aufwand weiterentwickelt werden konnte und zum anderen die Tatsache, dass ein Sechszylindermotor eine größere Laufruhe und somit höheren Komfort bietet. Die Leistung des neuen Antriebs betrug 96 kW (130 PS) bei einer Drehzahl von 6100/min. Zwei Solex-Dreifachvergaser erzeugten das Kraftstoff-Luftgemisch. Eine Trockensumpfschmierung mit Ölkühler am Motor (später auch ein zusätzlicher Kühler im vorderen rechten Kotflügel) diente zur Schmierung und inneren Kühlung des Motors. Der große Axialventilator für die Kühlluft fiel im Motorraum sofort ins Auge. 
Um Kunden zu gewinnen, denen ein 911 zu teuer war, wurde mit der endgültigen Produktionseinstellung des 356 im Jahr 1965 der Porsche 912 eingeführt, ein einfacher ausgestatteter 911 mit dem 90-PS-Vierzylinder-Boxermotor des 356.
Als Topmodell gab es ab Sommer 1966 (Modelljahr 1967) den 911 S (Super) mit höher verdichtetem 160-PS-Vergasermotor. Der 911 mit 130-PS-Motor bekam im Modelljahr 1968 die Bezeichnung 911 L (Luxus); gleichzeitig war als vergleichsweise günstiges Einstiegsmodell der 911 T (Touring) mit 110-PS-Motor und Vierganggetriebe (sonst fünf Gänge) erhältlich. 
1968 (Modelljahr 1969) kam es zu einer ersten umfangreichen Überarbeitung des Porsche 911. Anstatt der bisher verwendeten Vergaser kam (außer beim T-Modell und Typ 912) eine mechanische Saugrohreinspritzung zum Einsatz, die Einspritzpumpe wurde über einen Zahnriemen von der linken Nockenwelle angetrieben. Die Umstellung ergab neben vergrößerter Motorleistung geringere Schadstoffemissionen, verbessertes Teillastverhalten, etwas geringeren Kraftstoffverbrauch und geringere Luftdruckempfindlichkeit bei Höhenunterschieden. Die Modellbezeichnung änderte sich von 911 L in 911 E, der jetzt 103 kW (140 PS) leistete. Beim Typ 911 S erhöhte sich die Leistung entsprechend auf 125 kW (170 PS). Zeitgleich wurde die Motormasse durch Verwendung von Magnesium-Druckgussteilen um 16 kg verringert.
1969 wurde der Hubraum aller Motoren von 2 Liter auf 2,2 Liter erhöht, zwei Jahre später auf 2,4 Liter. Die Leistung der Motoren stieg entsprechend an, sodass der 2,4-Liter-911 S maximal 140 kW (190 PS) leistete. Mit der Leistung stieg auch der Kraftstoffverbrauch auf 17,0 Liter auf 100 km. Mit 230 km/h Höchstgeschwindigkeit war der 911 S im Jahr 1972 das schnellste deutsche Serienfahrzeug. Die Produktion des 912 wurde beendet. Der Carrera RS des Modelljahres 1973 hat einen 2,7-Liter-Motor.
Der Motor des 911 T mit 81 kW (110 PS) wurde von 1969 bis 1972 auch im VW-Porsche 914/6 verwendet.

### Fahrwerk
Die Vorderräder waren an Querlenkern mit Dämpferbeinen, die Hinterräder an Schräglenkern aufgehängt. Zur Federung dienten vorn und hinten Drehstabfedern, die Dämpfung übernahmen Teleskopstoßdämpfer hinten und die Dämpferbeine vorn. Der härter abgestimmte 911 S besaß zusätzlich Stabilisatoren. Für den komfortbetonten 911 E gab es niveauregulierende, hydropneumatische Federbeine.
Verzögert wurde mit hydraulisch betätigten Scheibenbremsen an allen Rädern. Neu war auch die Zahnstangenlenkung mit zweimal abgewinkelter Sicherheitslenksäule.
Ein Kritikpunkt war anfangs die deutliche Neigung zum Übersteuern, vor allem bei schneller Kurvenfahrt. Um dem entgegenzuwirken, erhielt der 911 ab 1966 zwei gusseiserne Ballastgewichte, je 11 kg schwer, hinter der vorderen Stoßstange. 1968 verlängerte Porsche den Radstand mit längeren Schwingen um 57 mm, passte die Radausschnitte an und der Ballast entfiel. Um den Massenausgleich zu verbessern, wurde sogar die Batterie in zwei kleine Einheiten aufgeteilt, die in den vorderen Radkästen links und rechts untergebracht wurden. 
Der Typ 911 S war an den markanten Leichtmetallrädern von Fuchs, den Fuchsfelgen, zu erkennen.

### Innenraum

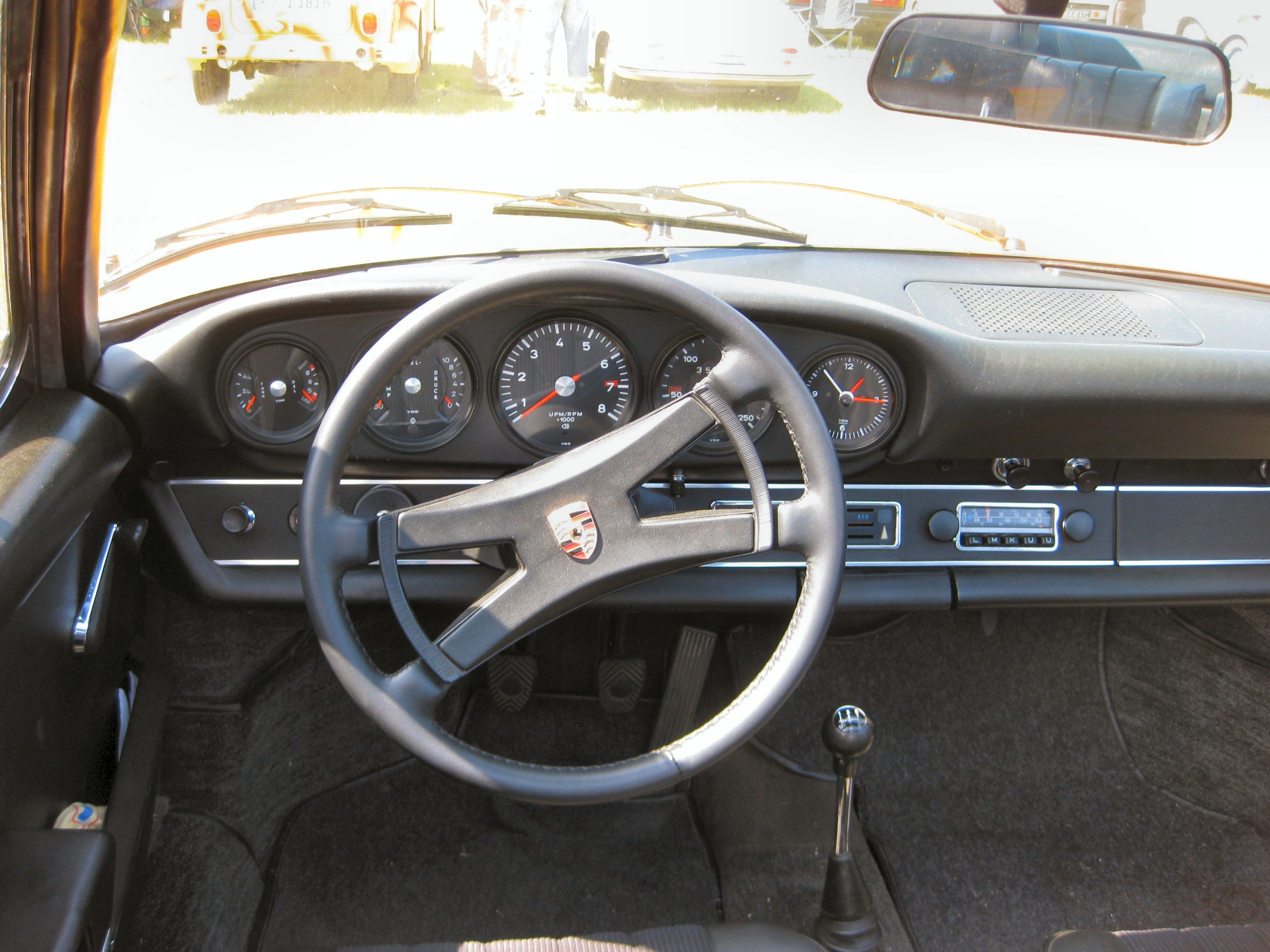
Cockpitansicht Targa

Das Armaturenbrett wurde gegenüber dem des 356er überarbeitet und dem Geschmack der 1960er Jahre angepasst. Das Zündschloss blieb allerdings links neben der Lenksäule. Die Position des Zündschlüssels kam aus dem Rennsport, als die Rennwagen beim Start neben der Rennstrecke geparkt standen und die Piloten erst zu ihren Fahrzeugen laufen und diese dann starten mussten. Da ein links vom Lenkrad positionierter Schlüssel schneller beim Einsteigen betätigt werden kann, waren, um Zeit zu gewinnen, viele Rennwagen so ausgestattet.
Das S-Modell besaß 1966 eine umfangreichere Ausstattung als das Basismodell. 
Die Anordnung der fünf Instrumente wurde bis zum Modell 993 beibehalten: links des mittig eingebauten großen Drehzahlmessers die Kombiinstrumente für Tankinhalt/Ölstand sowie Öltemperatur/Öldruck und auf der rechten Seite Tachometer und Analoguhr.

### Der Carrera RS 2.7
Eine Sonderstellung unter den Urmodellen nimmt der im Modelljahr 1973 (F-Serie) gebaute 911 Carrera mit 2,7-Liter-Motor ein.
Der 911 Carrera RS 2.7, im Oktober 1972 auf dem Mondial de l’Automobile in Paris vorgestellt, war wie frühere Rennmodelle nach der Carrera Panamericana benannt und als Kleinserie von ursprünglich 500 Fahrzeugen geplant, um die Homologation für den Rennsport zu erlangen. Der Wagen unterschied sich äußerlich von den anderen 911ern durch seine vorne und hinten ausgestellten Kotflügel, die charakteristisch für alle späteren Carrera-Modelle waren. Der spezielle Frontspoiler hatte für den Ölkühler in der Mitte eine Öffnung. Das Heck zierte erstmals ein Spoiler, der wegen seiner Form Entenbürzel genannt wurde.
Der mit einer mechanischen Doppelreihen-Einspritzpumpe versehene Boxermotor hat 2,7 Liter Hubraum und leistet bei 6300/min 154 kW (210 PS). Der Wagen war serienmäßig mit den sogenannten Fuchsfelgen in 15 Zoll versehen und Porsche verwendete bei dem Modell unterschiedliche Reifendimensionen an Vorder- und Hinterachse: Vorn: 185/70 VR 15; Hinten 215/60 VR 15. Wie beim 911 S war der nun aus Kunststoff gefertigte Tank 85 Liter groß.
Zur Gewichtsverringerung hat der Carrera RS unter anderem eine vordere Haube aus Dünnblech und einen Motordeckel aus glasfaserverstärktem Kunststoff. Im Modell RS-Sport wurde durch den Verzicht auf Teppichboden (stattdessen nur Gummimatten), Dämmmaterial, Rücksitze, Beifahrer-Sonnenblende, Türarmlehnen, Ablagekästen, Uhr, Ersatzrad und die zweite Batterie ein Leergewicht von 975 kg erreicht. Auch Details wie Tieftonhorn, das Fehlen ausstellbarer hinterer Seitenscheiben, sowie Zierleisten aus PVC statt Gummi und ein Porsche-Wappen als einfacher Aufkleber trugen dazu bei. Für den Fahrer war ein Recaro-Schalensitz eingebaut. 
Um potentielle Käufer nicht zu verschrecken, bot Porsche als Extra die Ausstattung des 911 S an, mit der das Leergewicht dann 1075 kg betrug. Der als RS-Touring bezeichnete Wagen hatte zwei 36-Ah-Batterien, Zweiklangfanfare und als erster 911 einen gewichtssparenden Faltreifen mit dazugehörendem Kompressor an Bord. Zudem gibt es auch Unterschiede das Fahrwerk betreffend.
Nach dem unerwarteten Verkaufserfolg wurde die erste Auflage um mehr als 1000 Fahrzeuge erweitert, sodass 1590 Wagen (1308 RS-Touring, 217 RS-Sport, 55 RSR 2.8 Gruppe 4 und 10 Prototypen) das Werk verließen. Die Wagen wurden sehr erfolgreich im Rennsport eingesetzt und sind heute noch bei historischen Rennveranstaltungen beliebt. Die charakteristische Abrisskante („Heckspoiler“) auf der Motorraumabdeckung brachte dem Carrera RS 2.7 den Spitznamen Entenbürzel ein. Für jene, die 1972/73 keinen der „Urmodell“-Carrera RS 2.7 erwerben konnten, wurde bis Mitte 1975 das G-Modell mit dem gleichen 210-PS-Motor als 911 Carrera angeboten. Auch diese 911er gab es nur in geringer Stückzahl (Coupé: 1534 Targa: 610). Heute sind sie ähnlich wie die Carrera RS 2.7 gesuchte Sammlerstücke.

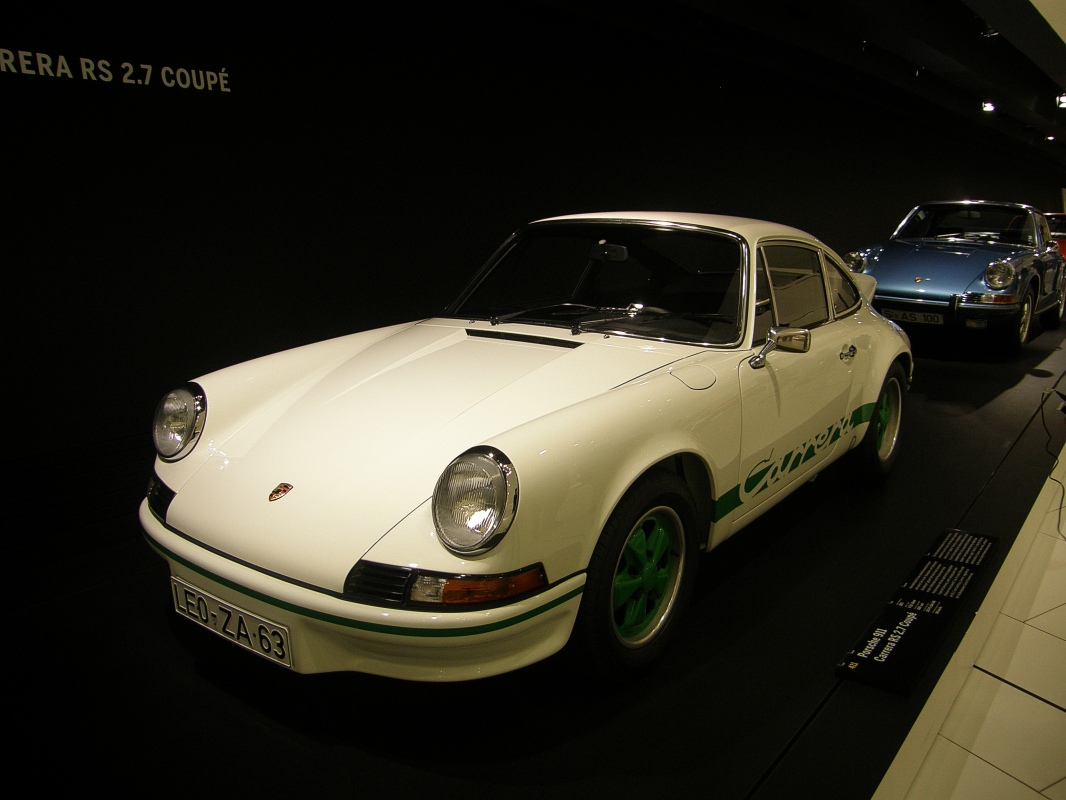
Porsche 911 Carrera RS 2.7 von 1973
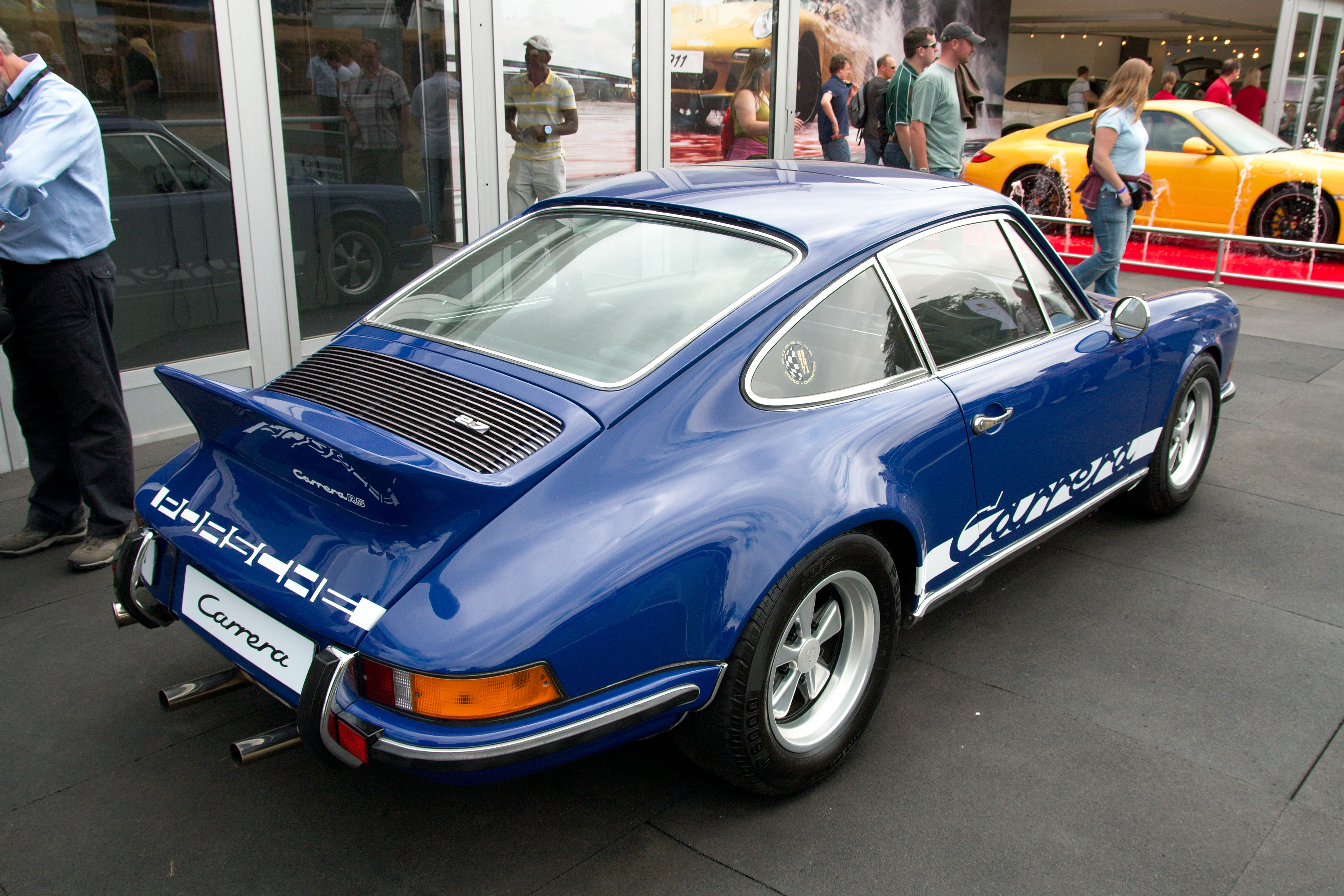
Der meistens als „Entenbürzel“ bezeichnete Spoiler ist das typische Erkennungsmerkmal des RS 2.7
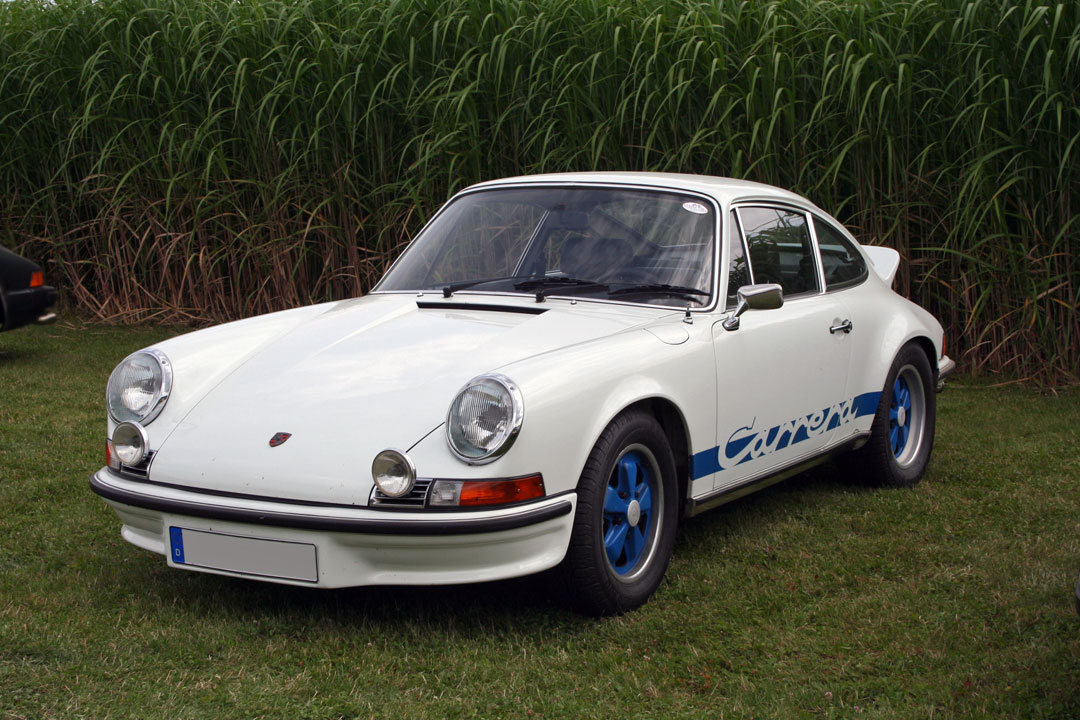
Porsche 911 Carrera RS 2.7 mit zusätzlich montierten Nebelscheinwerfern

## G-Modell 1973–1989

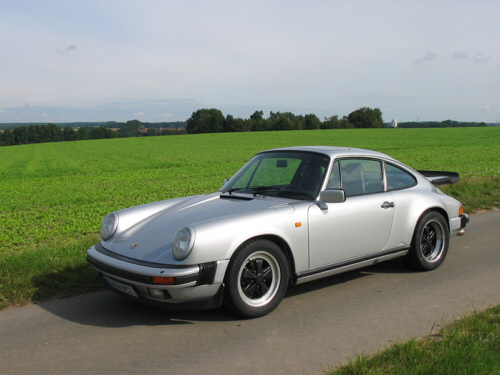
Porsche 911 Carrera (G-Modell)

Die erste größere Überarbeitung der 911-Karosserie wurde durch eine 1972 von der US-Behörde für Fahrsicherheit (NHTSA) erlassene Vorschrift nötig. Der „Motor Vehicle Information and Cost Savings Act“ forderte für alle Neufahrzeuge, dass ein Aufprall der Stoßfänger auf ein Hindernis bis zu einer Geschwindigkeit von 5 mph = 8 km/h keine Schäden am Wagen zur Folge hat. Zur Erfüllung dieser Auflage wurden die 911er mit neu gestalteten Stoßfängern versehen, die für den US-Markt mit integrierten elastischen Pralldämpfern ausgerüstet waren. Bei allen Fahrzeugen, die nicht für den Export in die USA bestimmt waren, fanden günstigere Prallrohre Verwendung, die sich jedoch bei Parkremplern verformten und daher ausgetauscht werden mussten. Die Pralldämpfer konnten als Extra bestellt werden.
Jedes Modelljahr des 911 wird Porsche-intern mit einem Buchstaben bezeichnet. Die Zählung begann Mitte 1967 mit dem Modelljahr 1968 als A-Serie und endete mit dem Modelljahr 1979 als M-Serie (Buchstabe I wurde nicht vergeben). Die Modelle ab 1980 werden als Programm bezeichnet: Modelljahr (Mj.) 1980 als A-Programm bis zum Mj. 2000, dem Y-Programm. Die Buchstaben I, O, U und Q wurden nicht benutzt. Mj. 2001 ist das 1-Programm, Mj. 2002 das 2-Programm usw. Ab Modelljahr 2010 (A-Programm) wird wieder das Alphabet verwendet.
Die „G-Serie“ des Porsche 911 Urmodells erschien Mitte 1973 (Modelljahr 1974). Sie wurde als „G-Modell“ zur zweiten Generation der insgesamt acht Modellgenerationen des Porsche 911 (Stand 2022). Das G-Modell wurde insgesamt 16 Jahre lang bis Mitte 1989 (Ende K-Programm) hergestellt. Mit dem K-Programm ab Mitte 1988 startete gleichzeitig die Produktion der dritten Generation des Porsche 911: der Porsche 964.

### Karosserie

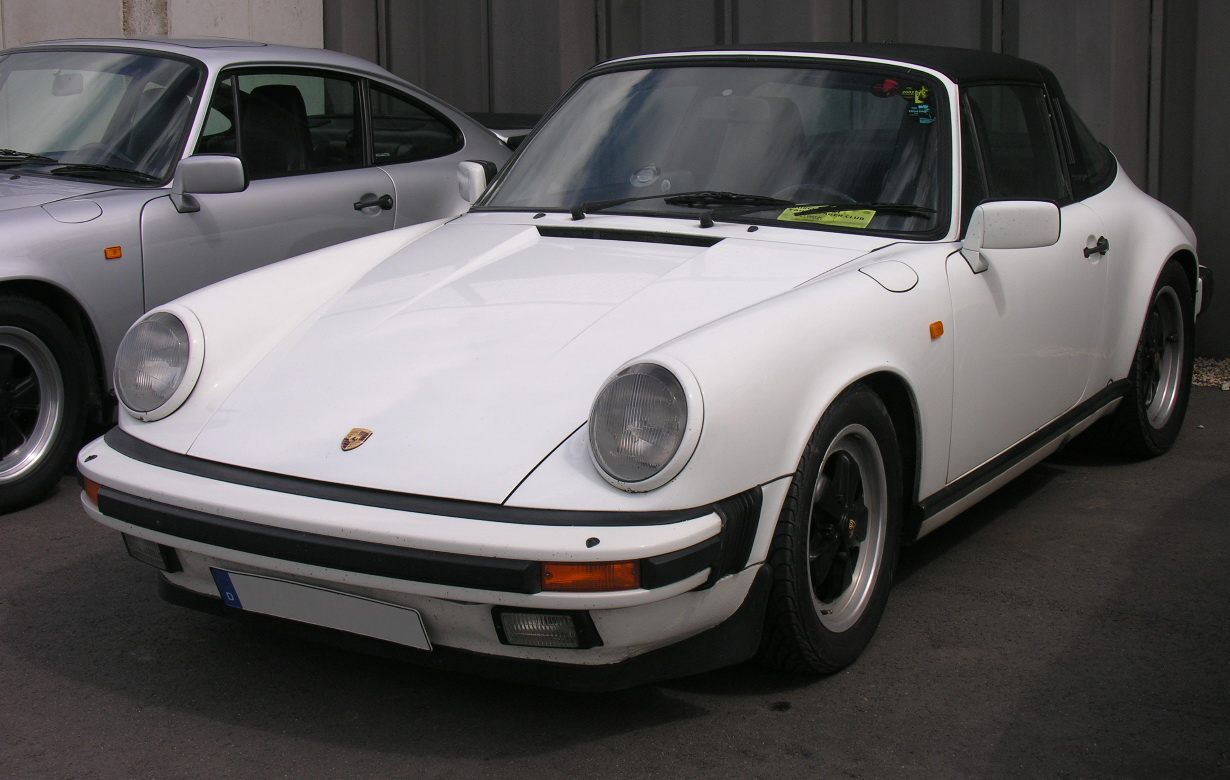
Porsche 911 Carrera 3.2 Cabrio

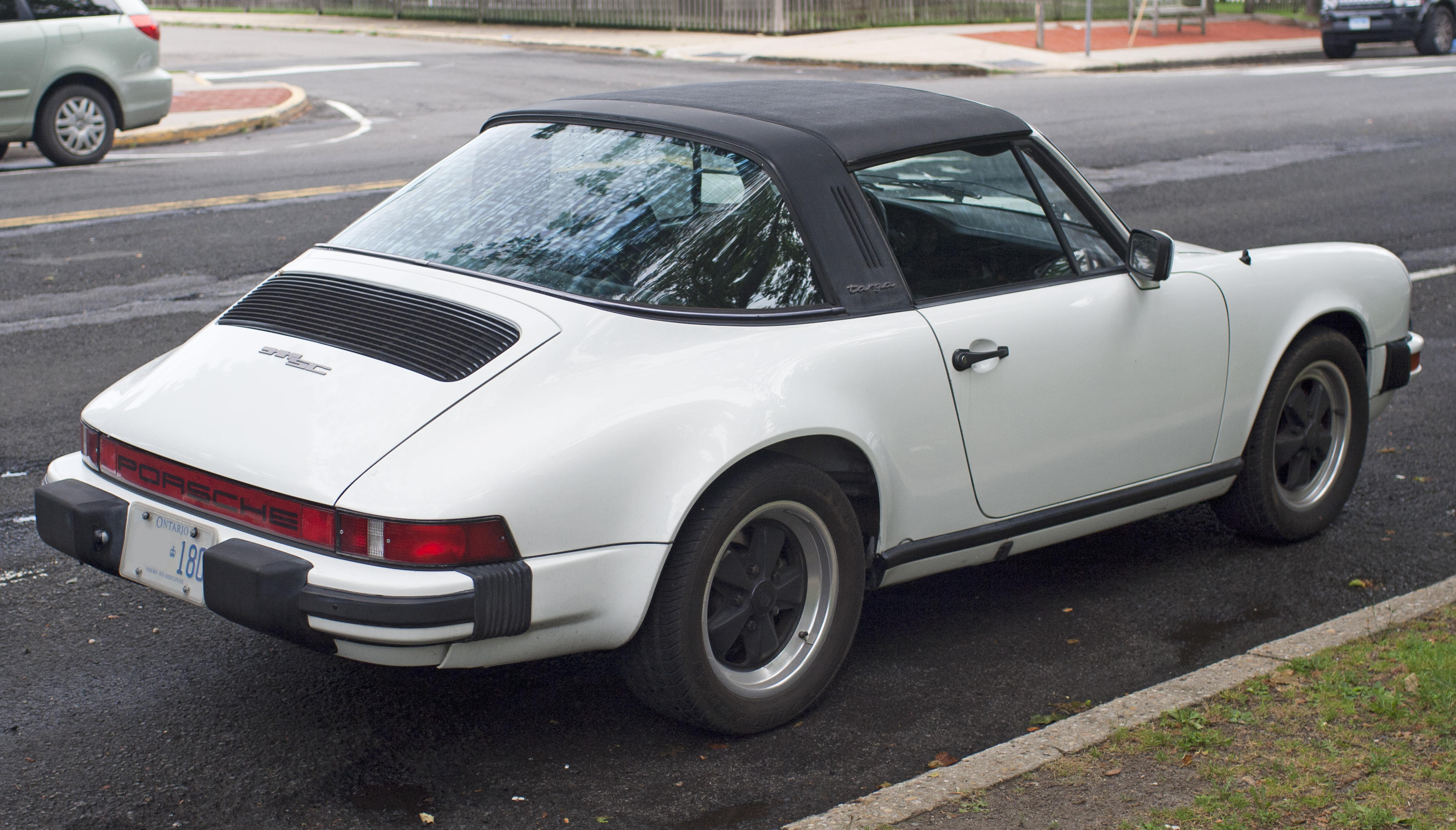
Porsche 911SC Targa

Der Hauptunterschied zwischen dem Urmodell und dem G-Modell sind vor allem die großen Stoßstangen des neueren 911ers – diese sind wuchtiger geraten. Vor allem die faltenartigen Kunststoffübergänge zwischen den Stoßstangen und der Karosserie haben dem Modell den Spitznamen „Faltenbalg-Porsche“ eingebracht.
Die vorderen Blinkleuchten wurden von den Kotflügelecken in den Stoßfänger versetzt. Am Heck ist zwischen den Rückleuchten ein durchgehendes rotes Reflektorband mit der Aufschrift „Porsche“ hinzugekommen. Sportlichere Modelle, wie z. B. der Carrera oder der Turbo, haben weiter ausgestellte Kotflügel vorne und besonders hinten, um breitere Räder aufnehmen zu können.
Andere Unterschiede an der Karosserie zu dem Urmodell, wie z. B. der nochmals vergrößerte Radstand, sind optisch kaum zu erkennen.
Der Wagen wurde zunächst in den Ausstattungsvarianten 911, S und Carrera angeboten. Mit einer breiteren Karosserie wurde ab Anfang 1975 (H-Serie) der neue 911 Turbo ausgeliefert. Der 3-Liter-Motor mit Turbolader des seinerzeit schnellsten deutschen Serienwagens leistet 260 PS und ermöglicht eine Höchstgeschwindigkeit von 250 km/h. Ab Modelljahr 1978 sind es mit Ladeluftkühler und 3,3 Litern Hubraum sogar 300 PS für 260 km/h Spitze.
Ab dem Modelljahr 1976 verwendete Porsche eine beidseitig feuerverzinkte Karosserie. Porsche konnte daher eine sechsjährige Garantie gegen Durchrosten anbieten, die zum Modelljahr 1981 auf sieben, später dann sogar auf zehn Jahre ausgedehnt wurde.
Das 911-G-Modell war zunächst nur als Coupé und Targa erhältlich. Die in den USA in Vorbereitung liegenden Sicherheitsgesetze, die Cabriolets eine US-Zulassung verwehrt hätten, wurden Anfang der 1980er-Jahre endgültig verworfen. Nach fast 20 Jahren Pause stellte Porsche daher im März 1982 auf dem Genfer Auto-Salon mit dem 911 SC Cabriolet wieder ein offenes Fahrzeug vor. Von den 4277 gebauten SC-Cabriolets des ersten Modelljahres 1983 gingen über 40 % (1877 Fahrzeuge) in die USA. Der als Studie 1987 auf der IAA in Frankfurt vorgestellte 911 Speedster mit Notverdeck wurde im Modelljahr
1989 als Kleinserie 2102-mal gebaut.

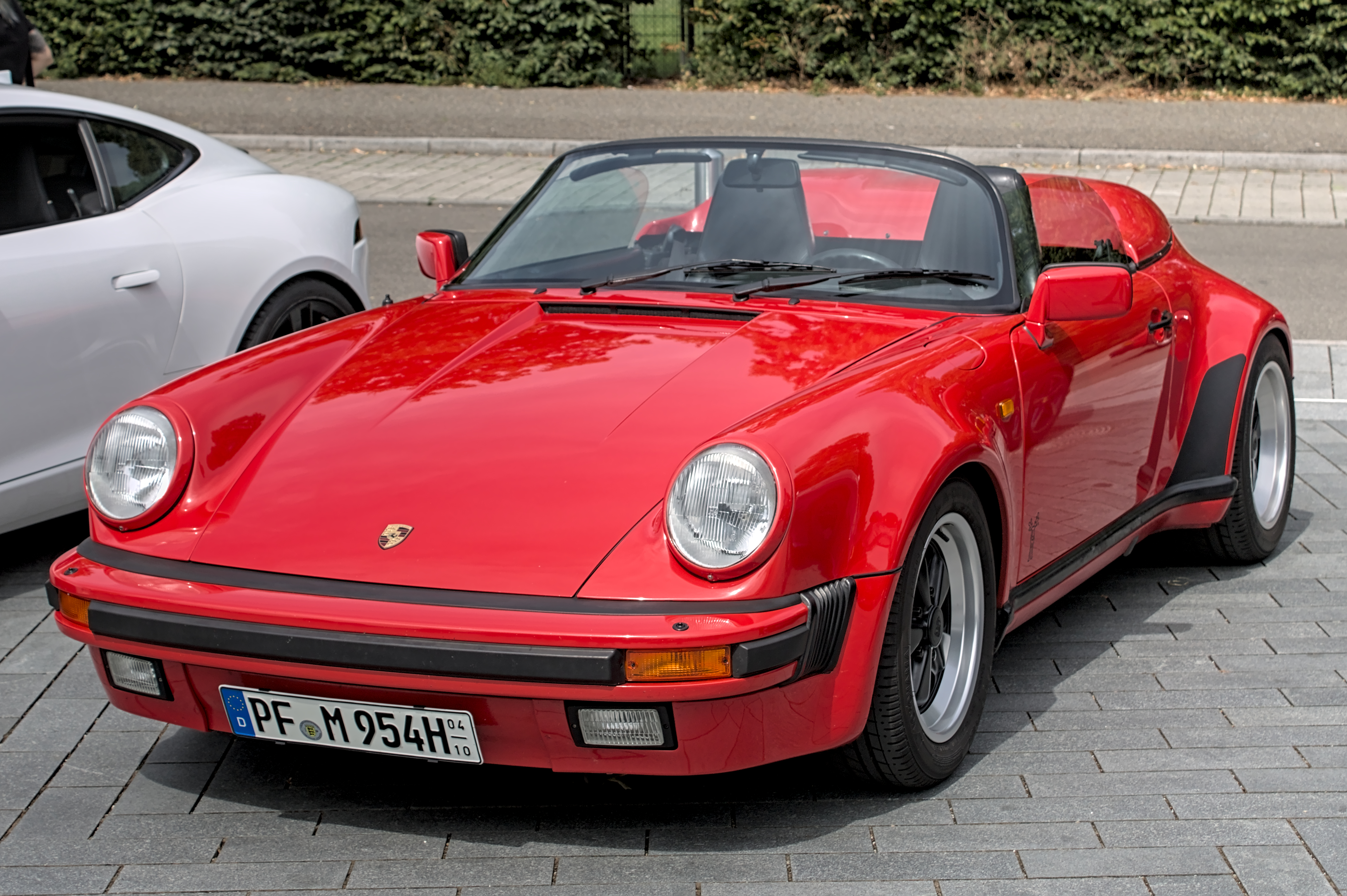
Porsche 911 Speedster
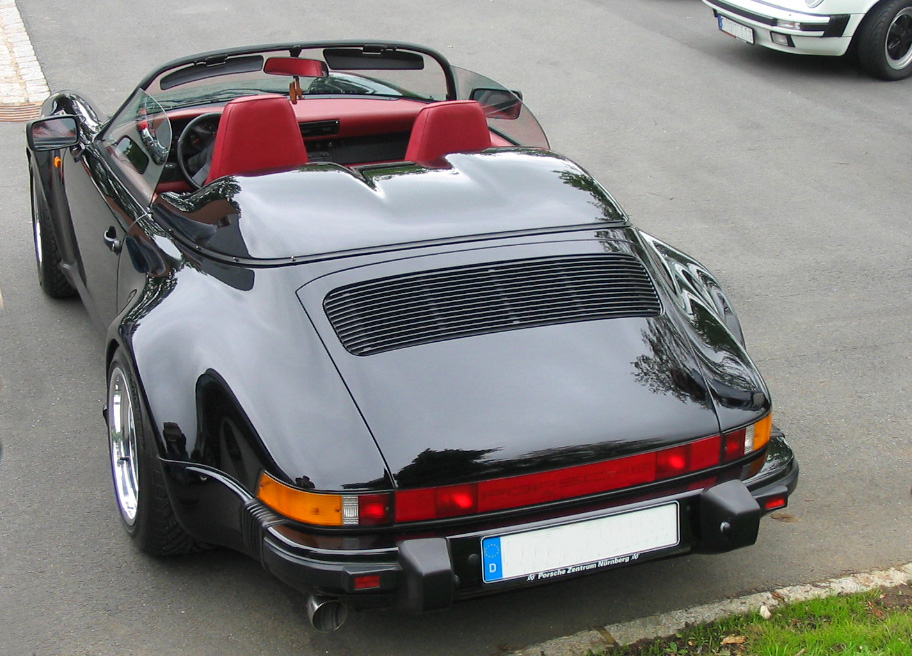
Heckansicht Porsche 911 Speedster
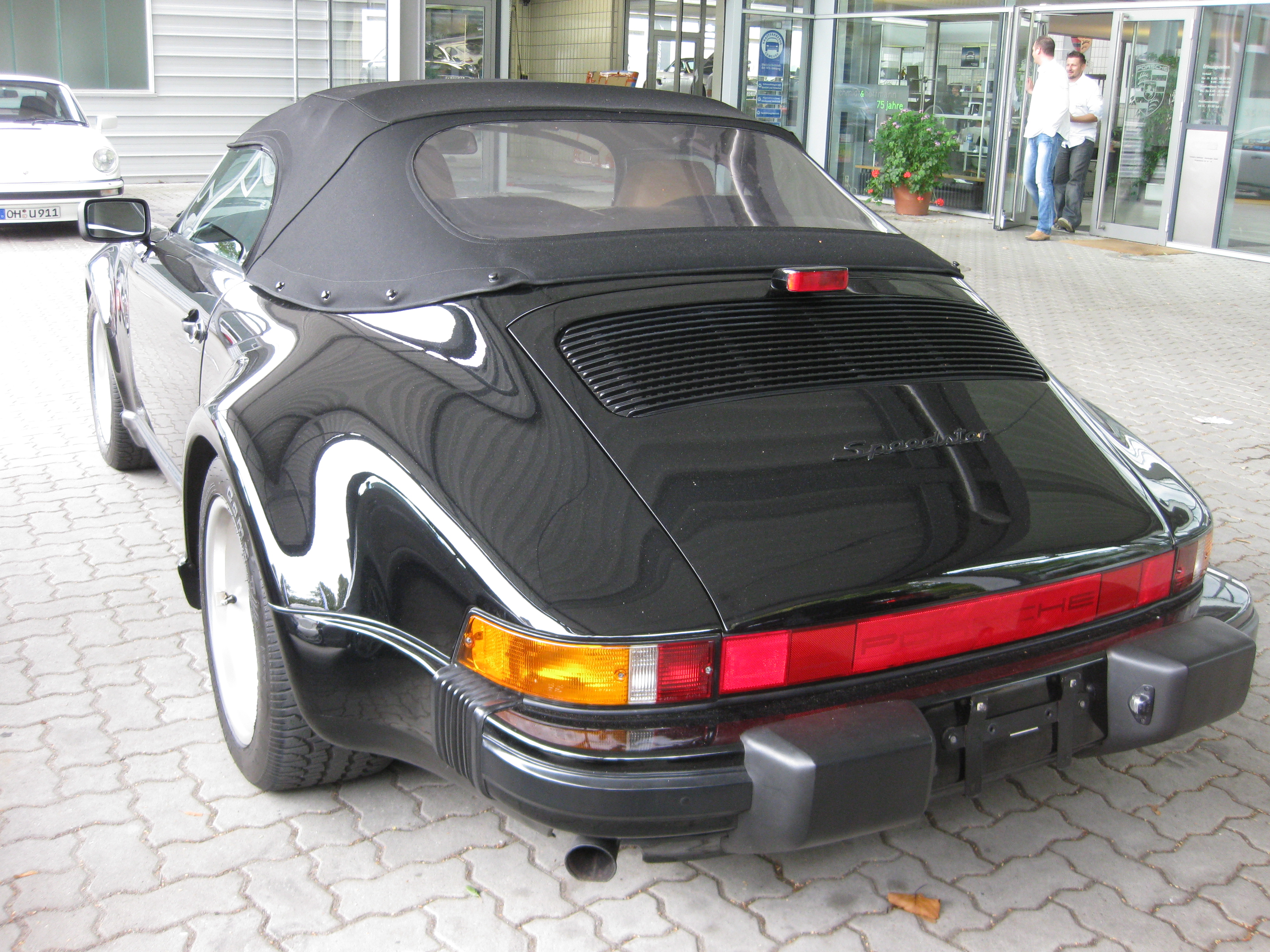
Heckansicht Porsche 911 Speedster mit geschlossenem Verdeck (US-Version)
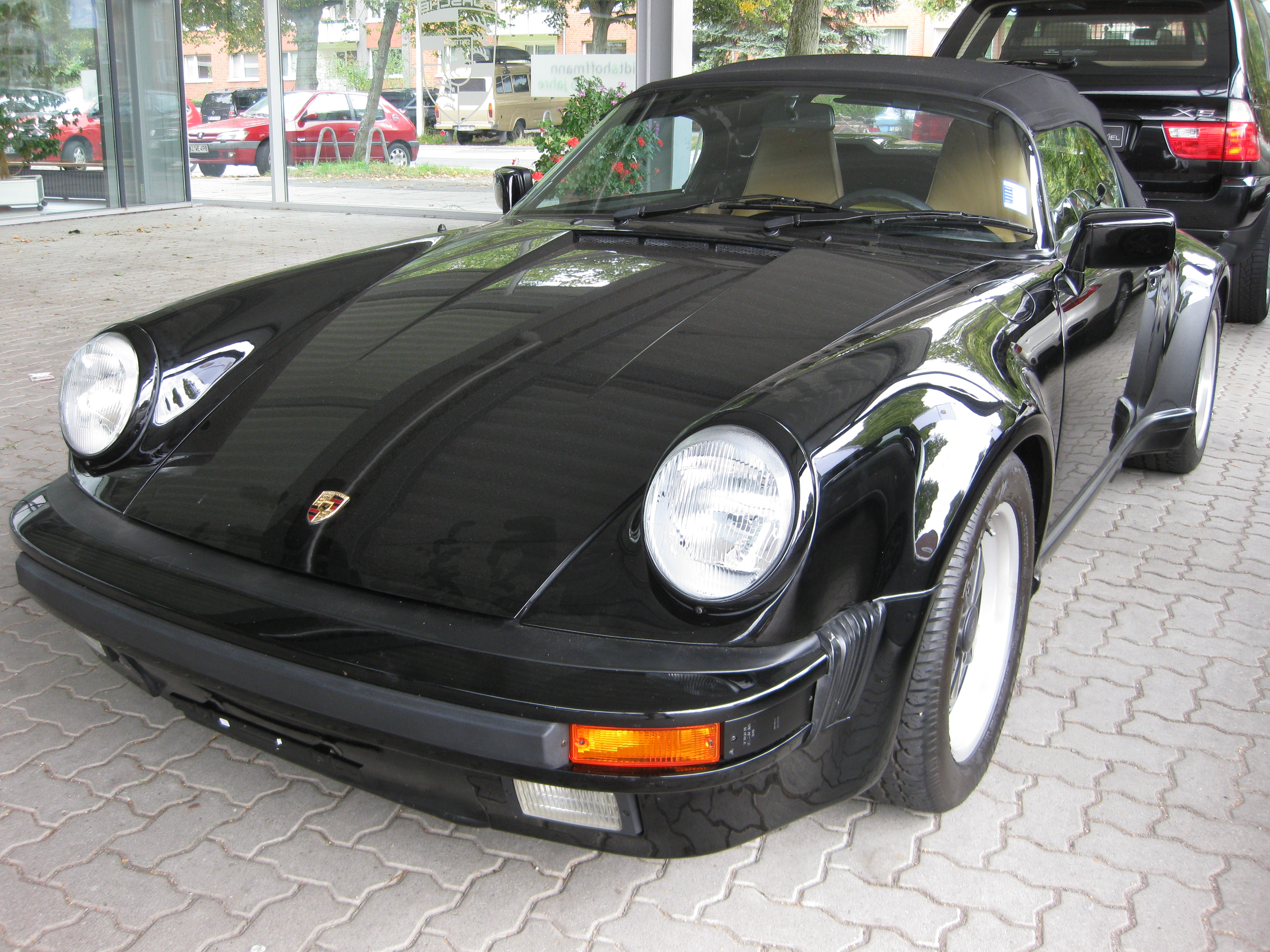
Frontansicht Porsche 911 Speedster mit geschlossenem Verdeck (US-Version)

### Motor
Ab 1974 haben alle 911er-Motoren mindestens 2,7 Liter Hubraum. Der Typ 911 T mit seinen zwei Dreifachvergasern entfiel. Die Leistung des Einstiegsmodells 911 betrug 110 kW (150 PS); der 911 S hatte 129 kW (175 PS).

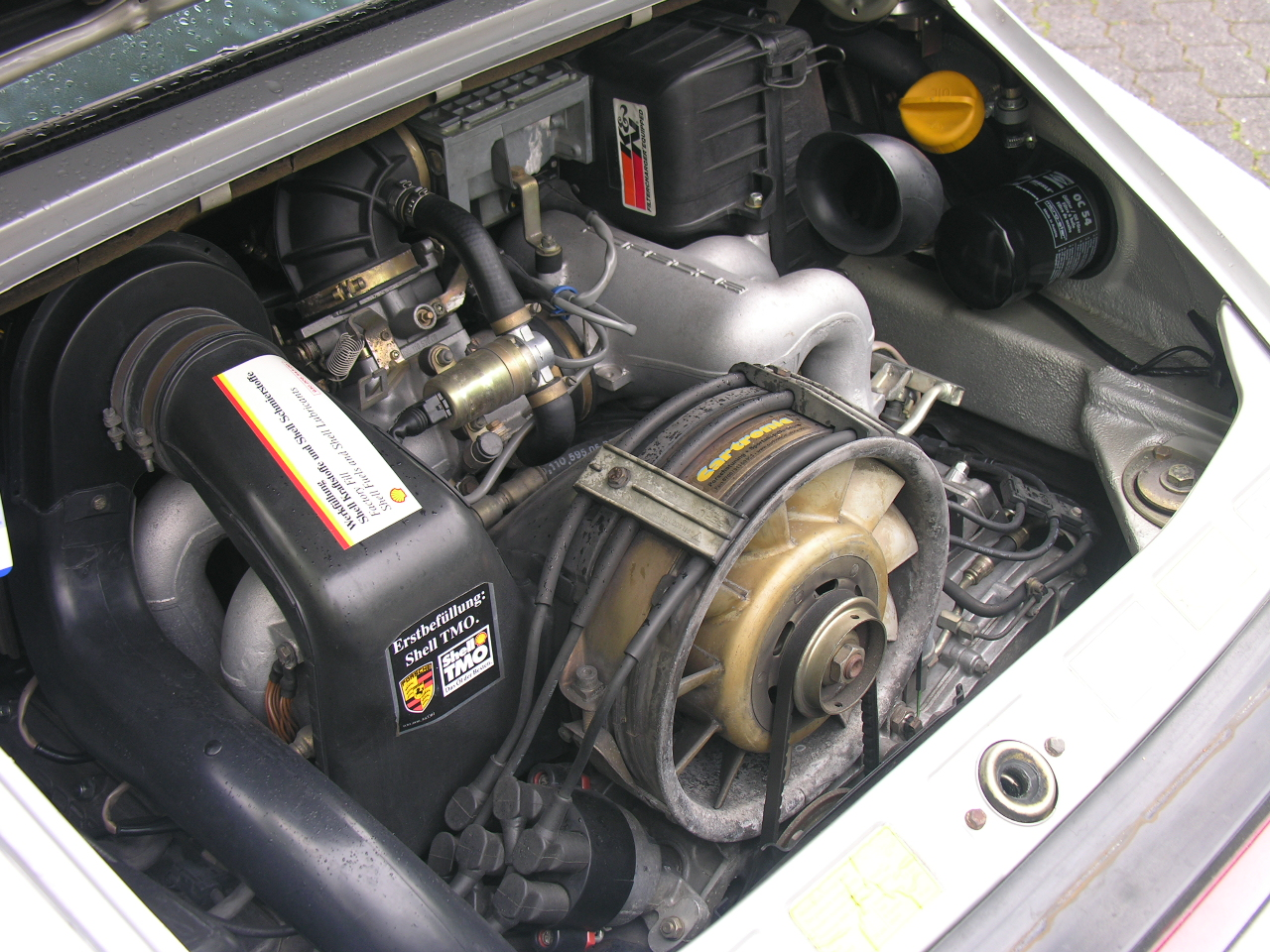
3,2-Liter-Motor eines 911 Carrera. (ab Modelljahr 1984)

Bereits im vorangegangenen Modelljahr 1973 bekamen die für den US-Export bestimmten 911er als erste Wagen weltweit statt der aufwändigen mechanischen 6-fach-Einspritzpumpe die einfachere K-Jetronic, die auch für einen geringeren Schadstoffausstoß und Verbrauch sorgte. Bosch hatte das System ab 1970 in enger Zusammenarbeit mit Porsche entwickelt. Im Modelljahr 1974 waren dann alle 911er (außer dem Carrera) mit der K-Jetronic ausgestattet.
Im 911 Carrera wurde noch zwei Jahre der Motor des „RS“ mit mechanischer Doppelreihen-Einspritzpumpe verbaut, der eine Leistung von 154 kW (210 PS) erreicht. Dank niedriger Stückzahlen (Coupé: 1534; Targa: 610) stellen diese Carrera-G-Modelle ähnlich wie die Carrera RS 2.7 des Urmodells gesuchte Sammlerstücke dar.
Das Motorenangebot der Modelljahre 1978 (L-Serie) bis 1983 (D-Programm) bestand nur aus den 3-Liter-Saugmotoren mit 180 bis 204 PS im 911 SC Coupé und Targa sowie dem 3,3-Liter-Motor im 300 PS starken 911 Turbo (nur Coupé).
Verschärfte Abgasgesetzgebungen in den Hauptabsatzmärkten USA, Japan und Europa führten dazu, dass Porsche in Verbindung mit der Einführung der Katalysatortechnik für das Mitte 1983 beginnende E-Programm den Hubraum auf 3,2 Liter erhöhte und die K-Jetronic durch das elektronische Einspritz- und Zündsystem Motronic (DME) mit Schubabschaltung von Bosch ersetzte. Nur der bereits ab 1974 gebaute erste 911 Turbo (siehe Porsche 930) war noch bis zum Produktionsende 1989 mit der K-Jetronic versehen. Durch den Zuwachs an Hubraum stieg die Motorleistung von 150 kW (204 PS) auf 170 kW (231 PS); gleichzeitig war der Verbrauch durch den Einsatz der DME geringer.
Die neuen 3,2-Liter-Motoren der nun „Carrera“ genannten 911er des Modelljahrs 1984 bekamen einen hydraulischen Kettenspanner, der am Ölkreislauf des Motors angeschlossen war. Für den US-amerikanischen und japanischen Markt war eine niedriger verdichtete (9,5:1) Ausführung mit 153 kW (207 PS) vorgesehen. Der ab Mitte 1984 (F-Programm) für Deutschland als Sonderausstattung und in der Schweiz und Österreich serienmäßige Typ mit geregeltem Katalysator und Lambdasonde war für unverbleites Superbenzin (Eurosuper) mit 95 Oktan ausgelegt und leistete anfangs ebenfalls 153 kW (207 PS), später 160 kW (217 PS).
Eine Besonderheit ist der Porsche 911 Turbo, dessen Motor mittels Turbolader aus 3 Litern Hubraum 191 kW (260 PS) bereitstellt. Ab 1978 wurde mittels Hubraumerhöhung auf 3,3 Liter und einem zusätzlichen Ladeluftkühler die Leistung auf 221 kW (300 PS) erhöht, die das Turbo-Modell bis zum Produktionsende 1989 hatte. Ab Mitte 1983 war der Wagen in den USA wegen der dort verschärften Abgasvorschriften nicht mehr lieferbar.

### Innenraum
Der Innenraum wurde nur in einigen wenigen Details überarbeitet und unterscheidet sich von dem des Urmodells nicht sonderlich.
Generell wurde beim G-Modell mehr Wert auf den Fahrkomfort gelegt, was sich in der Bestuhlung und den zusätzlichen elektrischen Ausstattungsmerkmalen widerspiegelt. Die elektrisch verstellbaren Sitze haben eine optionale Beheizung. Ebenso konnten elektrische Fensterheber, ein elektrisches Schiebedach bzw. ein elektrisch betätigtes Cabriolet-Verdeck bestellt werden.
Diese vielen Helfer sorgten dafür, dass im Cockpit des 911 an den verschiedensten Stellen Schalter untergebracht wurden, die nach heutigem Maßstab nicht sehr ergonomisch sind. Dieses Manko wurde erst bei den Nachfolgemodellen 964 bzw. 993 behoben.

## Sondermodelle
Vom Porsche 911 G-Modell wurden einige Sondermodelle hergestellt, die sich durch eine besonders reichhaltige und zum Teil einmalige Ausstattung gegenüber den Serienmodellen abheben.

### Jubiläumsmodell 1975: „25 Jahre Fahren in seiner schönsten Form“

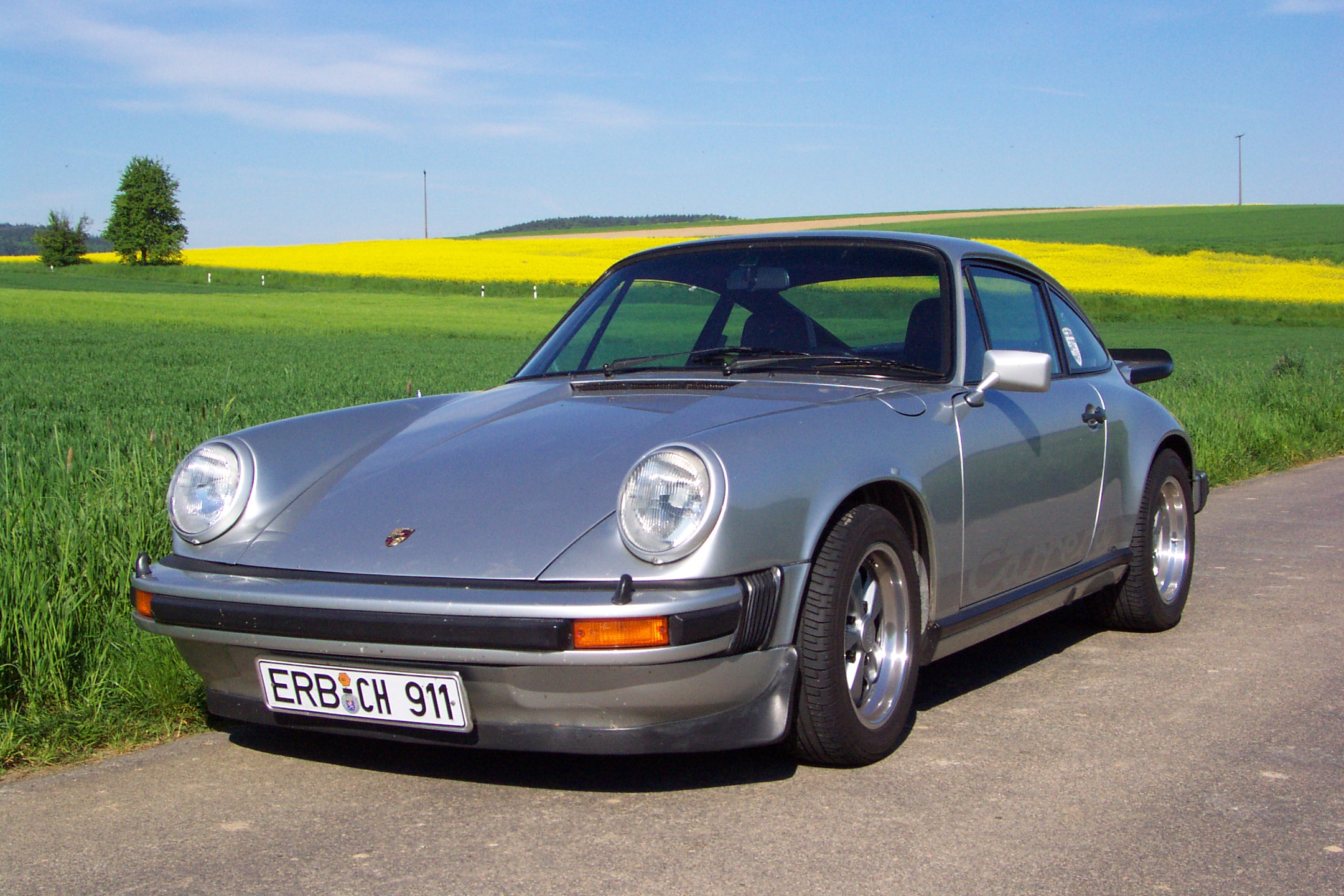
Porsche 911 Carrera 2.7 (Jubiläumsmodell 1975)

Ab Herbst des Jahres 1974 (Modelljahr 1975) gab es zur 25-jährigen Porsche-Produktion in Stuttgart ein Sondermodell in Silber mit reichhaltiger Ausstattung. Insgesamt 400 Fahrzeuge der Sonderserie wurden produziert, davon 16 Fahrzeuge als Carrera Targa. Neben der auffälligen Innenausstattung waren die Fahrzeuge mit einer Plakette auf dem Handschuhfach-Deckel ausgestattet. Darauf war neben dem Slogan „25 Jahre Fahren in seiner schönsten Form“ außerdem die laufende Nummer der Sonderserie, der Name des Kunden und die Signatur von Ferry Porsche abgebildet.
Für Deutschland wurde sowohl das schmale Coupé, die Ausführung „S“ als auch einige 2,7-l-Carrera gebaut. Gleiches gilt für den „Targa“. Neben der europäischen Ausführung wurden auch 500 Einheiten für den US-amerikanischen Markt produziert. Hier gibt es allerdings nur die schmale Version des Coupé mit dem 2,7-l-Motor und 121 kW (165 PS) Leistung. Die mattschwarzen Eloxatteile, serienmäßig beim Carrera, wurden auch beim Sondermodell verwendet, um das sportive Erscheinungsbild zu unterstreichen.
In allen Modellen wurde das limitierte Sondermodell mit der Plakette am Handschuhfachdeckel kenntlich gemacht. Im US-Markt mit dem Slogan: „25 Years of Driving in its purest Form“. Auf dem amerikanischen Markt wurde auf die im deutschen Modell verbaute Scheinwerferreinigung mit ihren auffälligen Spritzdüsen verzichtet. Die wenig gefragten ATS-Felgen („Hackmesser“ oder Cookie Cutter genannt) waren in der deutschen Ausführung in Magnesium und einem speziellen dunkleren Silberton lackiert – vorne und hinten in der Größe 6Jx15. Die Ausführungen des Carrera mit dem 2,7-RS-Motor und 154 kW (210 PS) hatten serienmäßig die Fuchsfelgen der Größe vorne 6Jx15 und hinten in 7Jx15.

### Jubiläumsmodell 1981: „50 Jahre Porsche“
In der Porsche Presse Information (Nr. 21/81) heißt es: Zu ihrem 50jährigen Firmenjubiläum präsentiert die kleinste deutsche Automobilfabrik drei exklusiv ausgestattete Sondermodelle in begrenzter Stückzahl: nur 600 Porsche 924 in der Farbe Zinnmetallic, 200 Porsche 911 SC in Meteormetallic und 140 Porsche 928 S, ebenfalls in Meteormetallic, werden in der Bundesrepublik angeboten. Allen gemeinsam ist die aufwendige Ausstattung, die sonst nicht einmal auf Sonderwunsch erhältlich ist, und ein markantes Signum: Die Kopfstützen der Jubiläums-Porsche ziert der eingestickte Schriftzug „F. Porsche“.
Der 911er hat den Serienmotor des SC-Modells mit 150 kW (204 PS) bei 5900/min im Heck. Jedoch ist der Wagen in der Sonderfarbe Meteormetallic lackiert. Erst im Modelljahr 1984 konnte diese Farbe als Wunschausstattung geordert werden. Die Innenausstattung hatte eine Leder/Stoff-Kombination (M410) in weinrot. Sitzmittelstreifen vorne und hinten in Stoff rot/silber. Türtafeln, Fondseitenverkleidung und Rückwand in Stoff rot/silber ausgeführt. Dazu das klassische 3-Speichen-Lederlenkrad, das erstmals 1973 im 2,7 Carrera serienmäßig verbaut wurde in der Ausführung weinrot. Dachverkleidung ebenfalls in weinrot genauso wie der Hochflor-Teppich.
Dieses Sondermodell hat darüber hinaus folgende Ausstattungsdetails serienmäßig: elektrischer Außenspiegel rechts (M261), Mittelkonsole weinrot (M590) Heckscheibenwischer (M425), elektrische Antenne (M461), Lautsprecher, Entstörung, grüne Wärmeschutzverglasung (M443) und die LM-Felgen geschmiedet vorne 7Jx15, hinten 8Jx15, Stern schwarz lackiert mit Reifen vorn 185/70 VR 15 und hinten 215/60 VR 15. Diese Fuchsfelgen sind eines der Merkmale, durch die das Sondermodell von außen identifiziert werden kann. Der Modellcode für das 50 Jahre Jubiläumsmodell des Modelljahres 1982 (Fahrgestellnummer „CS“) ist M403.

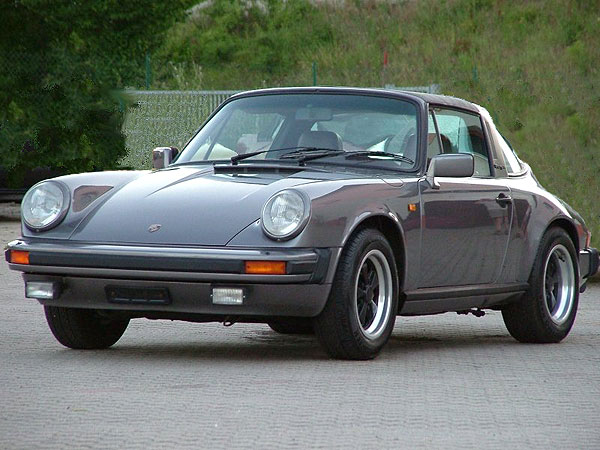
Porsche 911 SC (Jubiläumsmodell 1981)
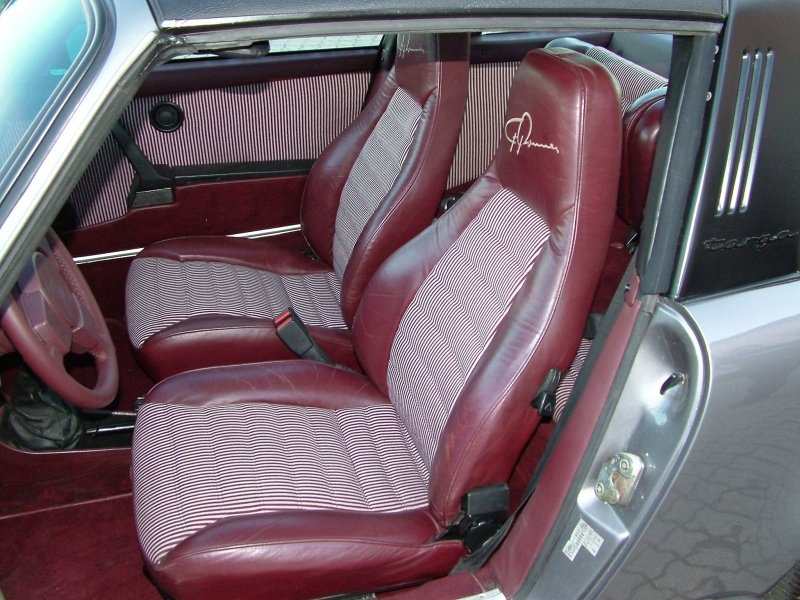
Porsche 911 SC (Jubiläumsmodell 1981)
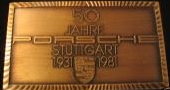
Plakette (Jubiläumsmodell 1981)

### Jubiläumsmodell 1987 „250.000 produzierte Porsche 911“

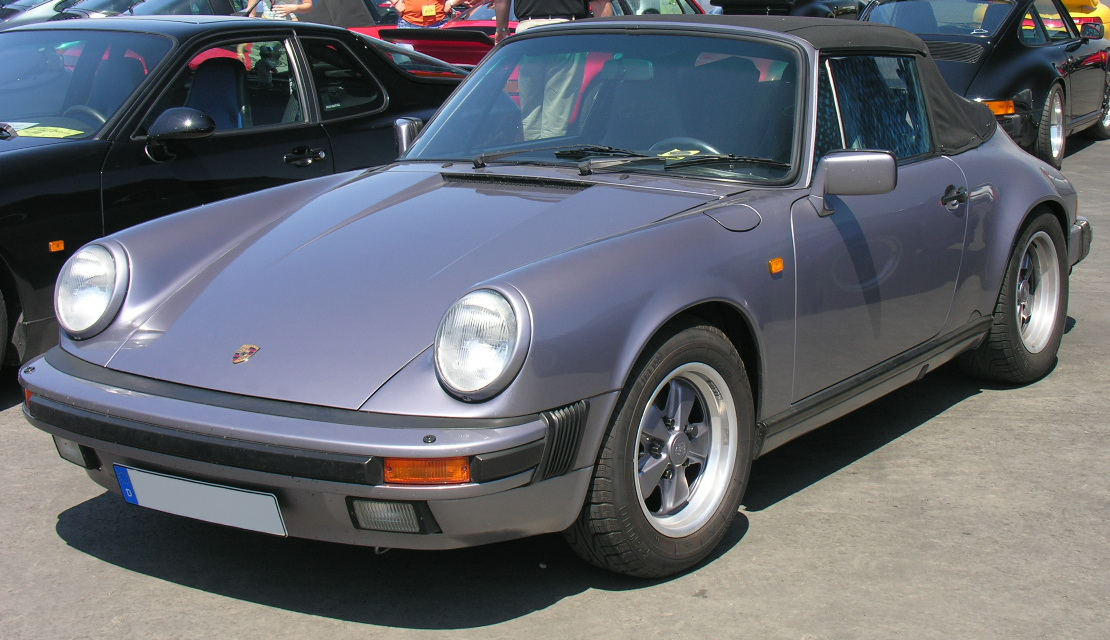
Porsche 911 Carrera 3.2 Cabrio (Jubiläumsmodell 1987)

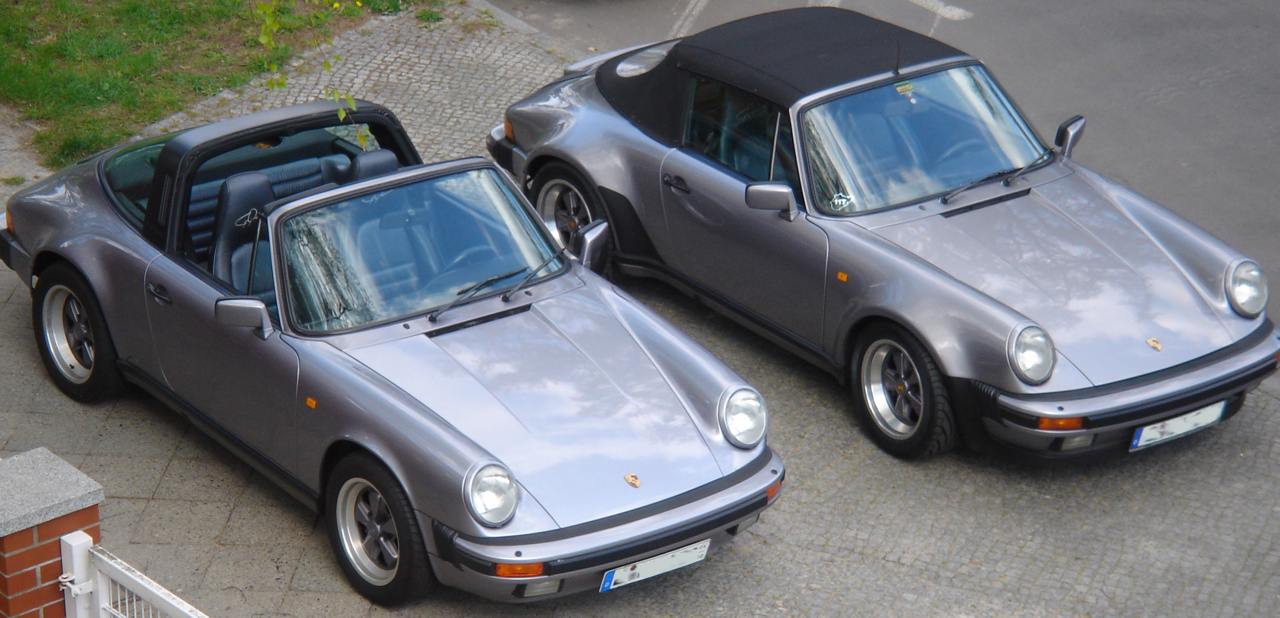
Porsche 911 Carrera 3.2 Targa und Cabrio (Jubiläumsmodell 1987)

Im Sommer 1987 zum Modelljahr 1988 wurde anlässlich des 250.000sten produzierten Porsche 911 ein auf 875 Exemplare limitiertes Jubiläumsmodell des 911 Carrera herausgegeben. Diese Fahrzeuge wurden in den Karosserieformen Coupé, Targa und Cabrio angeboten.
Das Fahrzeug konnte wahlweise mit dem 3,2-Litermotor ohne oder mit Katalysator geordert werden. Ohne Katalysator leistet der Motor 170 kW (231 PS) und mit Katalysator 160 kW (217 PS) bei 5900/min. Die Fahrzeuge haben eine Sonderlackierung in der Farbe Diamantblau Metallic, mit der auch die serienmäßigen 15 Zoll-Fuchsfelgen lackiert wurden. Die Innenausstattung ist in der Farbe Silberblau Metallic gehalten. Die Kopfstützen des Fahrer- und Beifahrersitzes haben einen eingestickten Schriftzug „F. Porsche“. Zur festen Ausstattung gehörte außerdem eine Schaltwegverkürzung, der Wegfall des „Carrera“-Schriftzugs auf der Heckklappe und silberfarbener Langvelour-Teppich auch im Kofferraum. Auf dem Handschuhfach befindet sich eine runde Plakette mit der Aufschrift „250.000 911 Jubiläums – Sonderserie 1987“. Bei Fahrzeugen für den US-Markt wurde die Jahreszahl 1987 auf der Plakette durch die Angabe MY88 (model year 88) ersetzt (Dies ist nur durch einen Prospekt verifiziert, ob diese Plakette mit MY88 wirklich geprägt wurde, ist unbekannt). Die Fahrgestellnummern sind die ersten des Modelljahres 88, da diese Jubiläumsmodelle demnach alle direkt nach der Sommerpause 1987 vom Band gelaufen sind (die Endziffern der Fahrgestellnummern reichen bei diesen Modellen von 0061 bis über 0600, je nach Modell). In der Porsche PET wird dieses Modell als JUBI88 bezeichnet.

### Jubiläumsmodell 1988/89: „25 Jahre Porsche 911“

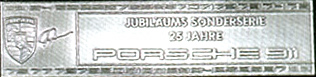
Plakette (Sondermodell 1988/89)

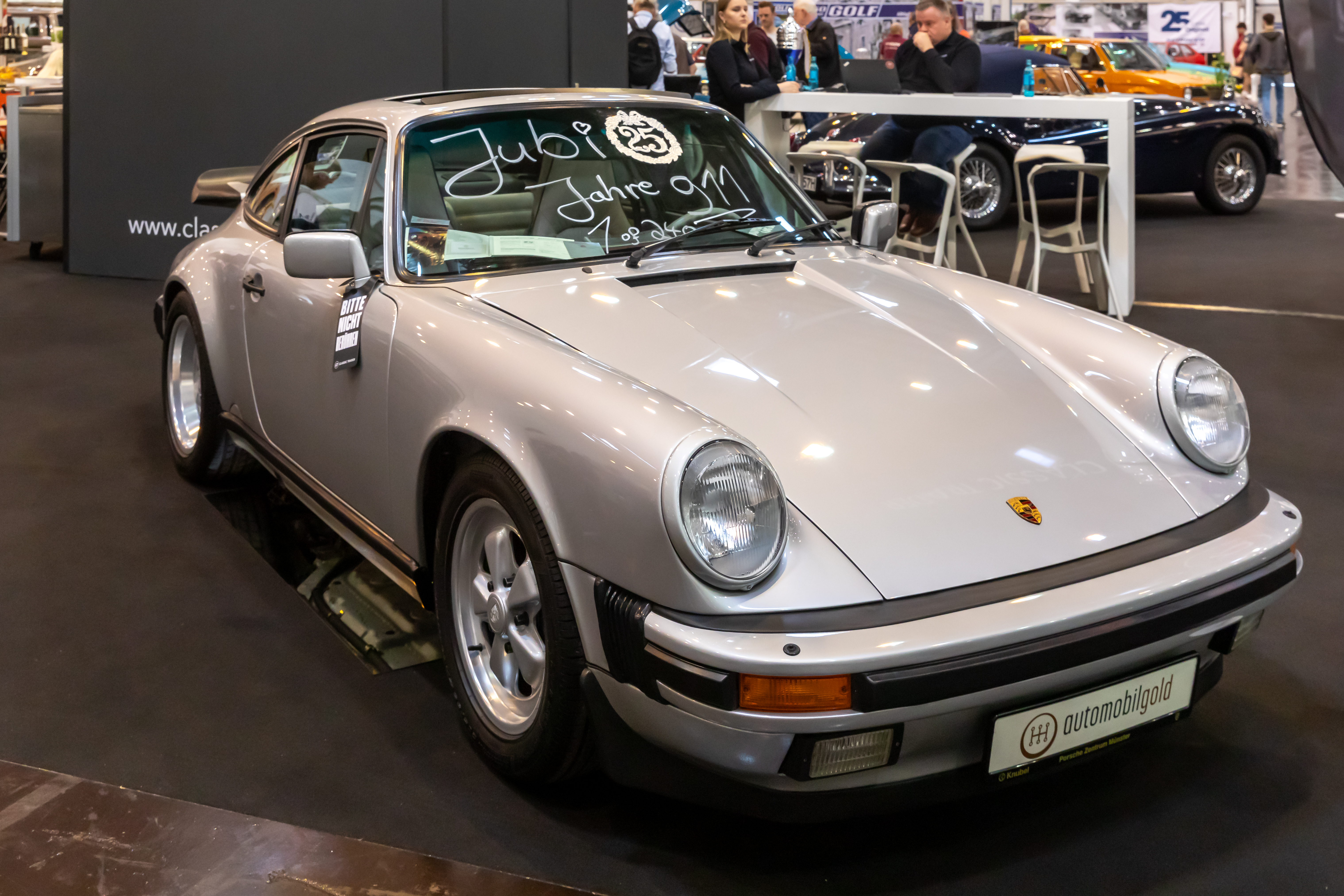
Sondermodell „25 Jahre Porsche 911“

Ab Sommer 1988 (Modelljahr 89) wurde zum 25-jährigen Jubiläum des 911 noch eine Sondermodellreihe angeboten. Es handelt sich um sehr reichhaltig ausgestattete Wagen mit den Modellcodes M 097 (Deutschland), M 098 (USA) und M 099 (Andere Länder). Jedes dieser Modelle hatte innen wie außen eine eigene Farb- und Innenausstattung.
Die Wagen für Deutschland in Dunkelblau hatten eine Vollleder-Innenausstattung mit perlgrauem Teppichboden. Die US-Ausführung war silbermetallic lackiert und mit seidengrauem Teppich und ebenfalls in Vollleder ausgestattet. 60 der in den USA gelieferten Wagen wurden auch in einer speziellen Schwarzmetallic-Lackierung ausgeliefert. Alle anderen in der Welt verkauften Fahrzeuge waren in Blaumetallic lackiert und hatten eine darauf abgestimmte Innenausstattung (Leder in Blaumetallic und Teppich in Silberblau) wie das Sondermodell „250.000er 911“ aus dem Jahre 1987.
Allen gemeinsam war eine spezielle durchgehende Mittelkonsole. Wie im zeitgenössischen Porsche-Prospekt zu sehen ist, befindet sich auch bei diesem Jubiläumsmodell eine Plakette auf dem Handschuhfach. In den Kopfstützen der Sitze war im Gegensatz zum Jubiläumsmodell „250.000 produzierte Porsche 911“ kein Schriftzug eingestickt.

## Technische Daten des Ur-911ers
Mit dieser porsche-internen Bezeichnung wurde das 911-Coupé bis 1973 produziert, zusätzlich ab 1966 auch als Cabriolet mit der Porsche-eigenen Bezeichnung „Targa“. Alle Wagen haben Hinterradantrieb.
| Porsche 911:                     | 911 | 911 L | 911 T | 911 E | 911 S | 911 T 2.2 | 911 E 2.2 | 911 S 2.2 | 911 T 2.4 | 911 E 2.4 | 911 S 2.4 |
| -------------------------------- | --- | --- | --- | --- | --- | --- | --- | --- | --- | --- | --- |
| Bauzeit:                         | 1964–1968 | 1968 | 1968–1969 | 1969 | 1967–1969 | 1970–1971 | 1970–1971 | 1970–1971 | 1971–1973 | 1972–1973 | 1972–1973 |
| Motor:                           | Sechszylinder-Viertakt-Boxermotor | Sechszylinder-Viertakt-Boxermotor | Sechszylinder-Viertakt-Boxermotor | Sechszylinder-Viertakt-Boxermotor | Sechszylinder-Viertakt-Boxermotor | Sechszylinder-Viertakt-Boxermotor | Sechszylinder-Viertakt-Boxermotor | Sechszylinder-Viertakt-Boxermotor | Sechszylinder-Viertakt-Boxermotor | Sechszylinder-Viertakt-Boxermotor | Sechszylinder-Viertakt-Boxermotor |
| Hubraum:                         | 1991 cm³ | 1991 cm³ | 1991 cm³ | 1991 cm³ | 1991 cm³ | 2195 cm³ | 2195 cm³ | 2195 cm³ | 2341 cm³ | 2341 cm³ | 2341 cm³ |
| Bohrung × Hub:                   | 80,0 × 66,0 mm | 80,0 × 66,0 mm | 80,0 × 66,0 mm | 80,0 × 66,0 mm | 80,0 × 66,0 mm | 84,0 × 66,0 mm | 84,0 × 66,0 mm | 84,0 × 66,0 mm | 84,0 × 70,4 mm | 84,0 × 70,4 mm | 84,0 × 70,4 mm |
| max. Leistung (in PS) bei 1/min: | 96 kW (130 PS) 6100 | 96 kW (130 PS) 6100 | 81 kW (110 PS) 5800 | 103 kW (140 PS) 6500 | 118 kW (160 PS) 6600 1 | 92 kW (125 PS) 5800 | 114 kW (155 PS) 6200 | 132 kW (180 PS) 6500 | 96 kW (130 PS) 5600 | 121 kW (165 PS) 6200 | 140 kW (190 PS) 6500 |
| max. Drehmoment bei 1/min:       | 174 Nm 4200 | 174 Nm 4200 | 157 Nm 4200 | 175 Nm 4500 | 179 Nm 5200 1 | 176 Nm 4200 | 191 Nm 4500 | 199 Nm 5200 | 196 Nm 4000 | 206 Nm 4500 | 216 Nm 5200 |
| Verdichtungsverhältnis:          | 9,0 : 1 | 9,0 : 1 | 8,6 : 1 | 9,1 : 1 | 9,9 : 1 | 8,6 : 1 | 9,1 : 1 | 9,8 : 1 | 7,5 : 1 | 8,0 : 1 | 8,5 : 1 |
| Ventilsteuerung:                 | je Zylinder zwei von Kipphebeln betätigte Ventile, je Zylinderbank eine obenliegende Nockenwelle, die von Rollenketten angetrieben werden | je Zylinder zwei von Kipphebeln betätigte Ventile, je Zylinderbank eine obenliegende Nockenwelle, die von Rollenketten angetrieben werden | je Zylinder zwei von Kipphebeln betätigte Ventile, je Zylinderbank eine obenliegende Nockenwelle, die von Rollenketten angetrieben werden | je Zylinder zwei von Kipphebeln betätigte Ventile, je Zylinderbank eine obenliegende Nockenwelle, die von Rollenketten angetrieben werden | je Zylinder zwei von Kipphebeln betätigte Ventile, je Zylinderbank eine obenliegende Nockenwelle, die von Rollenketten angetrieben werden | je Zylinder zwei von Kipphebeln betätigte Ventile, je Zylinderbank eine obenliegende Nockenwelle, die von Rollenketten angetrieben werden | je Zylinder zwei von Kipphebeln betätigte Ventile, je Zylinderbank eine obenliegende Nockenwelle, die von Rollenketten angetrieben werden | je Zylinder zwei von Kipphebeln betätigte Ventile, je Zylinderbank eine obenliegende Nockenwelle, die von Rollenketten angetrieben werden | je Zylinder zwei von Kipphebeln betätigte Ventile, je Zylinderbank eine obenliegende Nockenwelle, die von Rollenketten angetrieben werden | je Zylinder zwei von Kipphebeln betätigte Ventile, je Zylinderbank eine obenliegende Nockenwelle, die von Rollenketten angetrieben werden | je Zylinder zwei von Kipphebeln betätigte Ventile, je Zylinderbank eine obenliegende Nockenwelle, die von Rollenketten angetrieben werden |
| Kühlung:                         | Luftkühlung (Gebläse) | Luftkühlung (Gebläse) | Luftkühlung (Gebläse) | Luftkühlung (Gebläse) | Luftkühlung (Gebläse) | Luftkühlung (Gebläse) | Luftkühlung (Gebläse) | Luftkühlung (Gebläse) | Luftkühlung (Gebläse) | Luftkühlung (Gebläse) | Luftkühlung (Gebläse) |
| Getriebe:                        | 5-Gang-Getriebe | 5-Gang-Getriebe | 4-Gang- Getriebe | 5-Gang-Getriebe | 5-Gang-Getriebe | 5-Gang-Getriebe | 5-Gang-Getriebe | 5-Gang-Getriebe | 5-Gang-Getriebe | 5-Gang-Getriebe | 5-Gang-Getriebe |
| Bremsen:                         | Scheibenbremsen | Scheibenbremsen | Scheibenbremsen | Scheibenbremsen | Scheibenbremsen | Scheibenbremsen | Scheibenbremsen | Scheibenbremsen | Scheibenbremsen | Scheibenbremsen | Scheibenbremsen |
| Radaufhängung vorn:              | Einzelradaufhängung: Querlenker und Dämpferbeine                                                                                          | Einzelradaufhängung: Querlenker und Dämpferbeine                                                                                          | Einzelradaufhängung: Querlenker und Dämpferbeine                                                                                          | Einzelradaufhängung: Querlenker und Dämpferbeine                                                                                          | Einzelradaufhängung: Querlenker und Dämpferbeine                                                                                          | Einzelradaufhängung: Querlenker und Dämpferbeine                                                                                          | Einzelradaufhängung: Querlenker und Dämpferbeine                                                                                          | Einzelradaufhängung: Querlenker und Dämpferbeine                                                                                          | Einzelradaufhängung: Querlenker und Dämpferbeine                                                                                          | Einzelradaufhängung: Querlenker und Dämpferbeine                                                                                          | Einzelradaufhängung: Querlenker und Dämpferbeine                                                                                          |
| Lenkung:                         | Ritzel und Zahnstange | Ritzel und Zahnstange | Ritzel und Zahnstange | Ritzel und Zahnstange | Ritzel und Zahnstange | Ritzel und Zahnstange | Ritzel und Zahnstange | Ritzel und Zahnstange | Ritzel und Zahnstange | Ritzel und Zahnstange | Ritzel und Zahnstange |
| Radaufhängung hinten:            | Einzelradaufhängung an Schräglenkern | Einzelradaufhängung an Schräglenkern | Einzelradaufhängung an Schräglenkern | Einzelradaufhängung an Schräglenkern | Einzelradaufhängung an Schräglenkern | Einzelradaufhängung an Schräglenkern | Einzelradaufhängung an Schräglenkern | Einzelradaufhängung an Schräglenkern | Einzelradaufhängung an Schräglenkern | Einzelradaufhängung an Schräglenkern | Einzelradaufhängung an Schräglenkern |
| Federung vorn:                   | längsliegende Drehstabfedern | längsliegende Drehstabfedern | längsliegende Drehstabfedern | längsliegende Drehstabfedern | längsliegende Drehstabfedern | längsliegende Drehstabfedern | längsliegende Drehstabfedern | längsliegende Drehstabfedern | längsliegende Drehstabfedern | längsliegende Drehstabfedern | längsliegende Drehstabfedern |
| Federung hinten:                 | querliegende Drehstabfedern | querliegende Drehstabfedern | querliegende Drehstabfedern | querliegende Drehstabfedern | querliegende Drehstabfedern | querliegende Drehstabfedern | querliegende Drehstabfedern | querliegende Drehstabfedern | querliegende Drehstabfedern | querliegende Drehstabfedern | querliegende Drehstabfedern |
| Karosserie:                      | Selbsttragende Karosserie aus Stahlblech                                                                                                  | Selbsttragende Karosserie aus Stahlblech                                                                                                  | Selbsttragende Karosserie aus Stahlblech                                                                                                  | Selbsttragende Karosserie aus Stahlblech                                                                                                  | Selbsttragende Karosserie aus Stahlblech                                                                                                  | Selbsttragende Karosserie aus Stahlblech                                                                                                  | Selbsttragende Karosserie aus Stahlblech                                                                                                  | Selbsttragende Karosserie aus Stahlblech                                                                                                  | Selbsttragende Karosserie aus Stahlblech                                                                                                  | Selbsttragende Karosserie aus Stahlblech                                                                                                  | Selbsttragende Karosserie aus Stahlblech                                                                                                  |
| Spurweite vorn/hinten:           | 1367/1335 mm | 1367/1335 mm | 1367/1335 mm | 1367/1335 mm | 1367/1335 mm | 1362/1343 mm | 1374/1355 mm | 1374/1355 mm | 1362/1343 mm | 1372/1354 mm | 1372/1355 mm |
| Radstand:                        | 2211 mm | 2211 mm (ab 1968 2268 mm) | 2211 mm (ab 1968 2268 mm) | 2268 mm | 2211 mm (ab 1968 2268 mm) | 2268 mm | 2268 mm | 2268 mm | 2271 mm | 2271 mm | 2271 mm |
| Reifen/Felgen:                   | 165 HR 15 auf 5,5J × 15 | 165 HR 15 auf 5,5J × 15 | 165 HR 15 auf 5,5J × 15 | 185/70 VR 15 auf 6J × 15 | 185/70 VR 15 auf 6J × 15 | 165 HR 15 auf 5,5J × 15 | 185/70 VR 15 auf 6J × 15 | 185/70 VR 15 auf 6J × 15 | 165 HR 15 auf 5,5J × 15 | 185/70 VR15 auf 6J × 15 | 185/70 VR15 auf 6J × 15 |
| Maße L × B × H:                  | 4163 × 1610 × 1320 mm | 4163 × 1610 × 1320 mm | 4163 × 1610 × 1320 mm | 4163 × 1610 × 1320 mm | 4163 × 1610 × 1320 mm | 4163 × 1610 × 1320 mm | 4163 × 1610 × 1320 mm | 4163 × 1610 × 1320 mm | 4163 × 1610 × 1320 mm | 4163 × 1610 × 1320 mm | 4163 × 1610 × 1320 mm |
| Leergewicht:                     | 1080 kg | 1080 kg | 1080 kg | 1080 kg | 1030 kg | 1110 kg | 1110 kg | 1110 kg | 1050 kg | 1075 kg | 1075 kg |
| Höchstgeschwindigkeit:           | 210 km/h | 210 km/h | 200 km/h | 215 km/h | 225 km/h | 205 km/h | 215 km/h | 225 km/h | 205 km/h | 220 km/h | 230 km/h |
| Beschleunigung 0 – 100 km/h:     | 9,0 s | 9,0 s | 10,0 s | 9,0 s | 8,0 s | 10,0 s | 9,0 s | 8,0 s | 10,0 s | 8,5 s | 7,5 s |
| Kraftstoffverbrauch auf 100 km:  | 13,5 / 15,0 l | 13,5 / 15,0 l | 14,5 l | 15,0 l | 15,5 l | 14,5 l | 15,5 l | 16,0 l | 15,0 l | 16,0 l | 17,0 l |

## Technische Daten des G-Modells
Der Porsche 911 wurde mit dieser porsche-internen Bezeichnung von 1973 bis 1989 in folgenden Ausführungen produziert. Dabei war er wahlweise in der Karosserieform Coupé, Targa und ab 1983 auch als Cabrio erhältlich. Für den Speedster gelten die Zahlen des Carrera 3,2 l. Die technischen Daten des 911 Turbo sind auf der speziellen Seite zum Porsche 930 hinterlegt.
| Porsche 911:                    | 911 | 911 | 911 S | 911 Carrera 2.7 | 911 Carrera 3.0 | 911 SC | 911 SC | 911 SC | 911 Carrera 3.2 | 911 Carrera 3.2 mit KAT |
| ------------------------------- | --- | --- | --- | --- | --- | --- | --- | --- | --- | --- |
| Bauzeit:                        | 1973–1975 | 1975–1978 | 1974–1975 | 1974–1976 | 1975–1977 | 1977–1979 | 1979–1980 | 1980–1983 | 1984–1989 | 1986–1989 |
| Motor:                          | 6-Zylinder-Boxermotor (Viertakt) | 6-Zylinder-Boxermotor (Viertakt) | 6-Zylinder-Boxermotor (Viertakt) | 6-Zylinder-Boxermotor (Viertakt) | 6-Zylinder-Boxermotor (Viertakt) | 6-Zylinder-Boxermotor (Viertakt) | 6-Zylinder-Boxermotor (Viertakt) | 6-Zylinder-Boxermotor (Viertakt) | 6-Zylinder-Boxermotor (Viertakt) | 6-Zylinder-Boxermotor (Viertakt) |
| Hubraum:                        | 2687 cm³ | 2687 cm³ | 2687 cm³ | 2687 cm³ | 2993 cm³ | 2993 cm³ | 2993 cm³ | 2993 cm³ | 3164 cm³ | 3164 cm³ |
| Bohrung × Hub:                  | 90,0 × 70,4 mm | 90,0 × 70,4 mm | 90,0 × 70,4 mm | 90,0 × 70,4 mm | 95,0 × 70,4 mm | 95,0 × 70,4 mm | 95,0 × 70,4 mm | 95,0 × 70,4 mm | 95,0 × 74,4 mm | 95,0 × 74,4 mm |
| Leistung bei 1/min:             | 110 kW (150 PS) bei 5700 | 121 kW (165 PS) bei 5800 | 129 kW (175 PS) bei 5800 | 154 kW (210 PS) bei 6300 | 147 kW (200 PS) bei 6000 | 132 kW (180 PS) bei 5500 | 138 kW (188 PS) bei 5500 | 150 kW (204 PS) bei 5900 | 170 kW (231 PS) bei 5900 | 153 kW / 160 kW (207 PS / 217 PS) bei 5900 |
| Max. Drehmoment bei 1/min:      | 235 Nm 3800 | 235 Nm 4000 | 235 Nm 4000 | 255 Nm 5100 | 255 Nm 4200 | 265 Nm 4200 | 265 Nm 4200 | 267 Nm 4300 | 284 Nm 4800 | 265 Nm 4800 |
| Verdichtung:                    | 8,0 : 1 | 8,5 : 1 | 8,5 : 1 | 8,5 : 1 | 8,5 : 1 | 8,5 : 1 | 8,6 : 1 | 9,8 : 1 | 10,3 : 1 | 9,5 : 1 |
| Ventilsteuerung:                | zwei Ventile je Zylinder, eine obenliegende Nockenwelle je Zylinderbank Antrieb durch Rollenketten (bei 3,2-Liter-Motor hydraulisch gespannt) | zwei Ventile je Zylinder, eine obenliegende Nockenwelle je Zylinderbank Antrieb durch Rollenketten (bei 3,2-Liter-Motor hydraulisch gespannt) | zwei Ventile je Zylinder, eine obenliegende Nockenwelle je Zylinderbank Antrieb durch Rollenketten (bei 3,2-Liter-Motor hydraulisch gespannt) | zwei Ventile je Zylinder, eine obenliegende Nockenwelle je Zylinderbank Antrieb durch Rollenketten (bei 3,2-Liter-Motor hydraulisch gespannt) | zwei Ventile je Zylinder, eine obenliegende Nockenwelle je Zylinderbank Antrieb durch Rollenketten (bei 3,2-Liter-Motor hydraulisch gespannt) | zwei Ventile je Zylinder, eine obenliegende Nockenwelle je Zylinderbank Antrieb durch Rollenketten (bei 3,2-Liter-Motor hydraulisch gespannt) | zwei Ventile je Zylinder, eine obenliegende Nockenwelle je Zylinderbank Antrieb durch Rollenketten (bei 3,2-Liter-Motor hydraulisch gespannt) | zwei Ventile je Zylinder, eine obenliegende Nockenwelle je Zylinderbank Antrieb durch Rollenketten (bei 3,2-Liter-Motor hydraulisch gespannt) | zwei Ventile je Zylinder, eine obenliegende Nockenwelle je Zylinderbank Antrieb durch Rollenketten (bei 3,2-Liter-Motor hydraulisch gespannt) | zwei Ventile je Zylinder, eine obenliegende Nockenwelle je Zylinderbank Antrieb durch Rollenketten (bei 3,2-Liter-Motor hydraulisch gespannt) |
| Kühlung:                        | Luftkühlung (Gebläse) | Luftkühlung (Gebläse) | Luftkühlung (Gebläse) | Luftkühlung (Gebläse) | Luftkühlung (Gebläse) | Luftkühlung (Gebläse) | Luftkühlung (Gebläse) | Luftkühlung (Gebläse) | Luftkühlung (Gebläse) | Luftkühlung (Gebläse) |
| Getriebe:                       | 5-Gang-Getriebe, Hinterradantrieb | 5-Gang-Getriebe, Hinterradantrieb | 5-Gang-Getriebe, Hinterradantrieb | 5-Gang-Getriebe, Hinterradantrieb | 5-Gang-Getriebe, Hinterradantrieb | 5-Gang-Getriebe, Hinterradantrieb | 5-Gang-Getriebe, Hinterradantrieb | 5-Gang-Getriebe, Hinterradantrieb | 5-Gang-Getriebe, Hinterradantrieb | 5-Gang-Getriebe, Hinterradantrieb |
| Bremsen:                        | Scheibenbremsen | Scheibenbremsen | Scheibenbremsen | Scheibenbremsen (innenbelüftet) | Scheibenbremsen (innenbelüftet) | Scheibenbremsen (innenbelüftet) | Scheibenbremsen (innenbelüftet) | Scheibenbremsen (innenbelüftet) | Scheibenbremsen (innenbelüftet) | Scheibenbremsen (innenbelüftet) |
| Radaufhängung vorn:             | Einzelradaufhängung an Querlenkern und Dämpferbeinen                                                                                          | Einzelradaufhängung an Querlenkern und Dämpferbeinen                                                                                          | Einzelradaufhängung an Querlenkern und Dämpferbeinen                                                                                          | Einzelradaufhängung an Querlenkern und Dämpferbeinen                                                                                          | Einzelradaufhängung an Querlenkern und Dämpferbeinen                                                                                          | Einzelradaufhängung an Querlenkern und Dämpferbeinen                                                                                          | Einzelradaufhängung an Querlenkern und Dämpferbeinen                                                                                          | Einzelradaufhängung an Querlenkern und Dämpferbeinen                                                                                          | Einzelradaufhängung an Querlenkern und Dämpferbeinen                                                                                          | Einzelradaufhängung an Querlenkern und Dämpferbeinen                                                                                          |
| Radaufhängung hinten:           | Einzelradaufhängung an Schräglenkern | Einzelradaufhängung an Schräglenkern | Einzelradaufhängung an Schräglenkern | Einzelradaufhängung an Schräglenkern | Einzelradaufhängung an Schräglenkern | Einzelradaufhängung an Schräglenkern | Einzelradaufhängung an Schräglenkern | Einzelradaufhängung an Schräglenkern | Einzelradaufhängung an Schräglenkern | Einzelradaufhängung an Schräglenkern |
| Federung vorn:                  | längsliegende Torsionsfederstäbe | längsliegende Torsionsfederstäbe | längsliegende Torsionsfederstäbe | längsliegende Torsionsfederstäbe | längsliegende Torsionsfederstäbe | längsliegende Torsionsfederstäbe | längsliegende Torsionsfederstäbe | längsliegende Torsionsfederstäbe | längsliegende Torsionsfederstäbe | längsliegende Torsionsfederstäbe |
| Federung hinten:                | querliegende Torsionsfederstäbe | querliegende Torsionsfederstäbe | querliegende Torsionsfederstäbe | querliegende Torsionsfederstäbe | querliegende Torsionsfederstäbe | querliegende Torsionsfederstäbe | querliegende Torsionsfederstäbe | querliegende Torsionsfederstäbe | querliegende Torsionsfederstäbe | querliegende Torsionsfederstäbe |
| Karosserie:                     | Selbsttragende Stahl-Karosserie | Selbsttragende Stahl-Karosserie | Selbsttragende Stahl-Karosserie | Selbsttragende Stahl-Karosserie | Selbsttragende Stahl-Karosserie | Selbsttragende Stahl-Karosserie | Selbsttragende Stahl-Karosserie | Selbsttragende Stahl-Karosserie | Selbsttragende Stahl-Karosserie | Selbsttragende Stahl-Karosserie |
| Spurweite vorn/hinten:          | 1360/1342 mm | 1369/1354 mm | 1372/1354 mm | 1372/1380 mm | 1369/1380 mm | 1369/1379 mm | 1369/1379 mm | 1369/1379 mm | 1372/1380 mm | 1372/1380 mm |
| Radstand:                       | 2271 mm | 2272 mm | 2271 mm | 2271 mm | 2272 mm | 2272 mm | 2272 mm | 2272 mm | 2272 mm | 2272 mm |
| Reifen/Felgen:                  | 165 HR15 5,5J × 15 | 185/70 VR 15 6J × 15 | 185/70 VR 15 6J × 15 | VA: 185/70 VR 15 auf 6J × 15 HA: 215/60 VR 15 auf 7J × 15                                                                                     | VA: 185/70 VR 15 auf 6J × 15 HA: 215/60 VR 15 auf 7J × 15                                                                                     | VA: 185/70 VR 15 auf 6J × 15 HA: 215/60 VR 15 auf 7J × 15                                                                                     | VA: 185/70 VR 15 auf 6J × 15 HA: 215/60 VR 15 auf 7J × 15                                                                                     | VA: 185/70 VR 15 auf 6J × 15 HA: 215/60 VR 15 auf 7J × 15                                                                                     | VA: 195/65 ZR 15 auf 7J × 15 (Option: 205/55 ZR 16 auf 6J × 16) HA: 215/60 ZR 15 auf 8J × 15 (Option : 225/50 ZR 16 auf 7J × 16)              | VA: 195/65 ZR 15 auf 7J × 15 (Option: 205/55 ZR 16 auf 6J × 16) HA: 215/60 ZR 15 auf 8J × 15 (Option : 225/50 ZR 16 auf 7J × 16)              |
| Maße L × B × H:                 | 4291 × 1610 × 1320 mm | 4291 × 1610 × 1320 mm | 4291 × 1610 × 1320 mm | 4291 × 1652 × 1320 mm (alle Modelle außer Speedster)                                                                                          | 4291 × 1652 × 1320 mm (alle Modelle außer Speedster)                                                                                          | 4291 × 1652 × 1320 mm (alle Modelle außer Speedster)                                                                                          | 4291 × 1652 × 1320 mm (alle Modelle außer Speedster)                                                                                          | 4291 × 1652 × 1320 mm (alle Modelle außer Speedster)                                                                                          | 4291 × 1652 × 1320 mm (alle Modelle außer Speedster)                                                                                          | 4291 × 1652 × 1320 mm (alle Modelle außer Speedster)                                                                                          |
| Leergewicht:                    | 1075 kg | 1120 kg | 1075 kg | 1075 kg | 1120 kg | 1160 kg (Coupé) | 1160 kg (Coupé) | 1180 kg (Coupé) | 1210 kg (Coupé) | 1210 kg (Coupé) |
| Höchstgeschwindigkeit:          | 210 km/h | 215 km/h | 225 km/h | 240 km/h | 235 km/h | 225 km/h | 225 km/h | 235 km/h | 245 km/h | 240 km/h |
| Beschleunigung 0 – 100 km/h:    | 8,5 s | 7,8 s | 7,6 s | 6,3 s | 6,5 s | 7,0 s | 7,0 s | 6,5 s | 6,1 s | 6,5 s |
| Kraftstoffverbrauch auf 100 km: | 14,0 l | 15,0 l | 15,0 l | 17,0 l | 17,0 l | 17,0 l | 17,0 l | 15,5 l | 15,0 l | 16,0 l |

## Technische Daten der Sport-/Straßenversionen

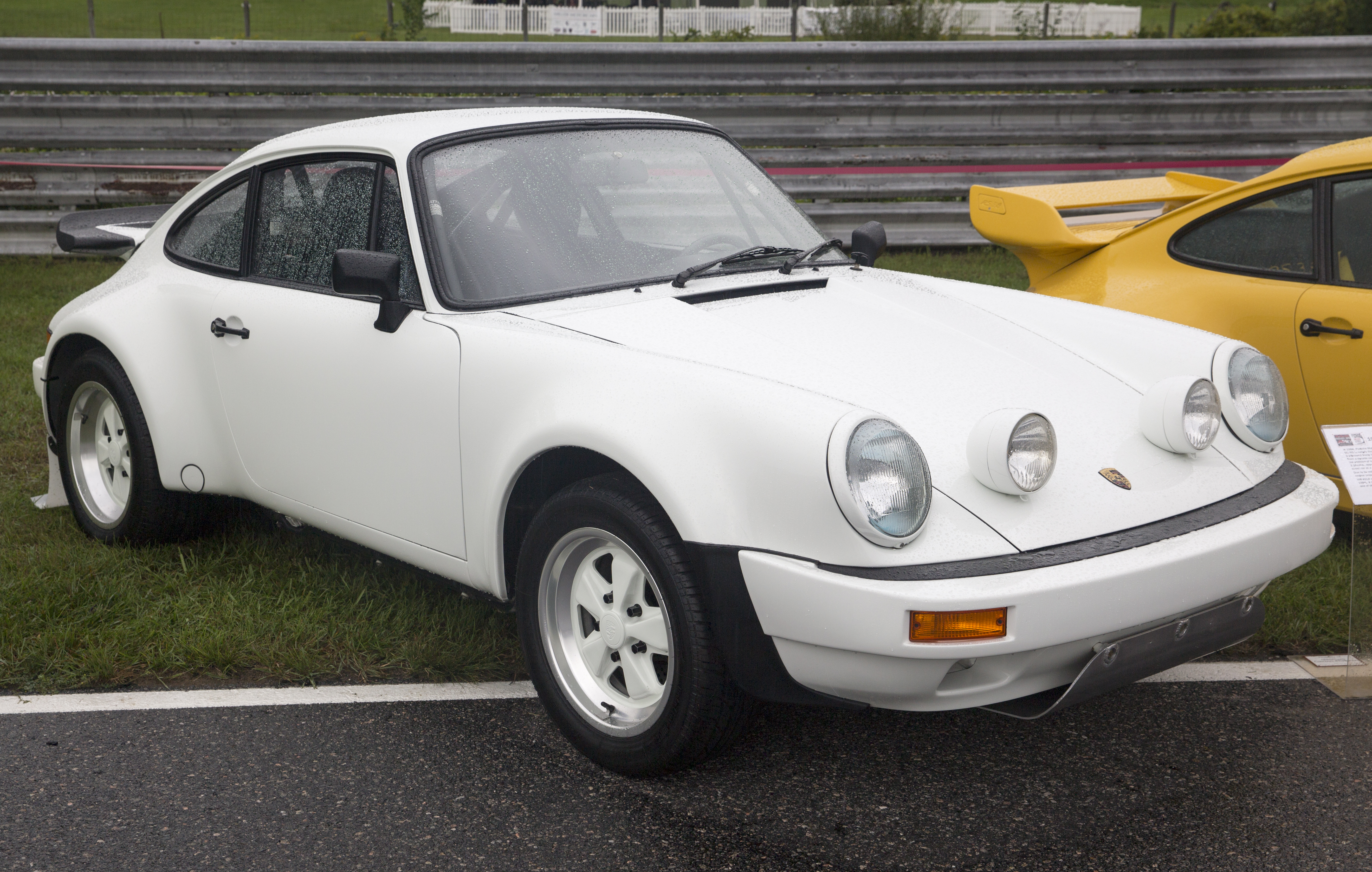
Porsche 911 SC/RS (Straßenversion)

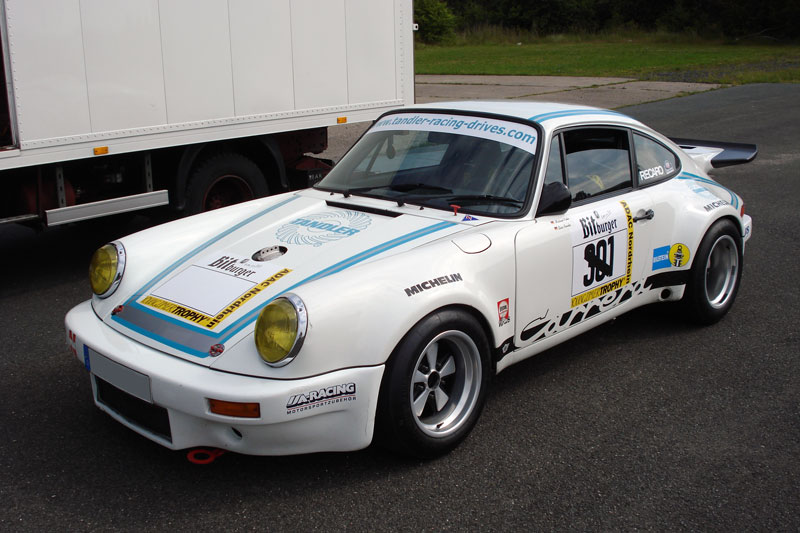
Porsche 911 Carrera RS 3.0

Für Sportfahrer bot Porsche sportlichere, aber noch für den öffentlichen Straßenverkehr zugelassene Fahrzeuge an. Diese Modelle haben mehr Motorleistung bei niedrigerem Fahrzeuggewicht, durch weniger Komfortausstattung und wurden nur als Coupé produziert.
| Porsche 911:                    | 911 Carrera RS 2.7                                                      | 911 Carrera RS 3.0                                                      | 911 Carrera SC/RS                                                       | 911 Carrera CS                                                          |
| ------------------------------- | ----------------------------------------------------------------------- | ----------------------------------------------------------------------- | ----------------------------------------------------------------------- | ----------------------------------------------------------------------- |
| Modelljahr:                     | 1972                                                                    | 1974                                                                    | 1984                                                                    | 1987                                                                    |
| Motor:                          | 6-Zylinder-Boxermotor                                                   | 6-Zylinder-Boxermotor                                                   | 6-Zylinder-Boxermotor                                                   | 6-Zylinder-Boxermotor                                                   |
| Hubraum:                        | 2687 cm³                                                                | 2994 cm³                                                                | 2994 cm³                                                                | 3164 cm³                                                                |
| Bohrung × Hub:                  | 90,0 × 70,4 mm                                                          | 95,0 × 70,4 mm                                                          | 95,0 × 70,4 mm                                                          | 95,0 × 74,4 mm                                                          |
| Leistung bei 1/min:             | 154 kW (210 PS)/ 6300                                                   | 169 kW (230 PS)/ 6200                                                   | 184 kW (250 PS)/ 7000                                                   | 170 kW (231 PS)/ 5900                                                   |
| Max. Drehmoment bei 1/min:      | 255 Nm/ 5100                                                            | 274 Nm/ 5000                                                            | 250 Nm/ 6500                                                            | 284 Nm/ 4800                                                            |
| Verdichtung:                    | 8,5 : 1                                                                 | 9,8 : 1                                                                 | 10,3 :1                                                                 | 10,3 :1                                                                 |
| Ventilsteuerung:                | zwei Ventile je Zylinder, eine obenliegende Nockenwelle je Zylinderbank | zwei Ventile je Zylinder, eine obenliegende Nockenwelle je Zylinderbank | zwei Ventile je Zylinder, eine obenliegende Nockenwelle je Zylinderbank | zwei Ventile je Zylinder, eine obenliegende Nockenwelle je Zylinderbank |
| Kühlung:                        | Luftkühlung (Gebläse)                                                   | Luftkühlung (Gebläse)                                                   | Luftkühlung (Gebläse)                                                   | Luftkühlung (Gebläse)                                                   |
| Getriebe:                       | 5-Gang-Getriebe, Hinterradantrieb                                       | 5-Gang-Getriebe, Hinterradantrieb                                       | 5-Gang-Getriebe, Hinterradantrieb                                       | 5-Gang-Getriebe, Hinterradantrieb                                       |
| Bremsen:                        | Scheibenbremsen (innenbelüftet)                                         | Scheibenbremsen (innenbelüftet)                                         | Scheibenbremsen (innenbelüftet)                                         | Scheibenbremsen (innenbelüftet)                                         |
| Radaufhängung vorn:             | Einzelradaufhängung an Querlenkern und Dämpferbeinen                    | Einzelradaufhängung an Querlenkern und Dämpferbeinen                    | Einzelradaufhängung an Querlenkern und Dämpferbeinen                    | Einzelradaufhängung an Querlenkern und Dämpferbeinen                    |
| Radaufhängung hinten:           | Einzelradaufhängung an Schräglenkern                                    | Einzelradaufhängung an Schräglenkern                                    | Einzelradaufhängung an Schräglenkern                                    | Einzelradaufhängung an Schräglenkern                                    |
| Federung vorn:                  | längsliegende Torsionsfederstäbe                                        | längsliegende Torsionsfederstäbe                                        | längsliegende Torsionsfederstäbe                                        | längsliegende Torsionsfederstäbe                                        |
| Federung hinten:                | querliegende Torsionsfederstäbe                                         | querliegende Torsionsfederstäbe                                         | querliegende Torsionsfederstäbe                                         | querliegende Torsionsfederstäbe                                         |
| Karosserie:                     | Selbsttragende Stahl-Karosserie mit feststehenden Heckspoiler           | Selbsttragende Stahl-Karosserie mit feststehenden Heckspoiler           | Selbsttragende Stahl-Karosserie mit feststehenden Heckspoiler           | Selbsttragende Stahl-Karosserie mit feststehenden Heckspoiler           |
| Spurweite vorn/hinten:          | 1372/1394 mm                                                            | 1369/1380 mm                                                            | 1369/1379 mm                                                            | 1372/1380 mm                                                            |
| Radstand:                       | 2271 mm                                                                 | 2271 mm                                                                 | 2272 mm                                                                 | 2272 mm                                                                 |
| Reifen/Felgen:                  | VA: 185/70 VR 15 auf 6J × 15 HA: 215/60 VR 15 auf 7J × 15               | VA: 215/60 VR 15 auf 8J × 15 HA: 235/60 VR 15 auf 9J × 15               | VA: 205/55 VR 16 auf 7J × 16 HA: 225/50 VR 16 auf 8J × 16               | VA: 205/55 VR 16 auf 6J × 16 HA: 225/50 VR 16 auf 8J × 16               |
| Maße L × B × H:                 | 4163 × 1652 × 1320 mm                                                   | 4235 × 1775 × 1320 mm                                                   | 4291 × 1775 × 1320 mm                                                   | 4291 × 1652 × 1320 mm                                                   |
| Leergewicht:                    | ca. 975 kg (Sportausführung)/ ca. 1075 kg (Touringausführung)           | 900 kg (Sportausführung)/ 1060 kg (Straßenausführung)                   | 1057 kg                                                                 | 1097 kg                                                                 |
| Höchstgeschwindigkeit:          | 245 km/h                                                                | 240 km/h                                                                | 250 km/h                                                                | 245 km/h                                                                |
| Beschleunigung 0 – 100 km/h:    | 5,8 s                                                                   | 5,2 s                                                                   | 5,0 s                                                                   | 5,9 s                                                                   |
| Kraftstoffverbrauch auf 100 km: | 18,0 l                                                                  | 19,5 l                                                                  |                                                                         | 15,0 l                                                                  |

## Restomod-911

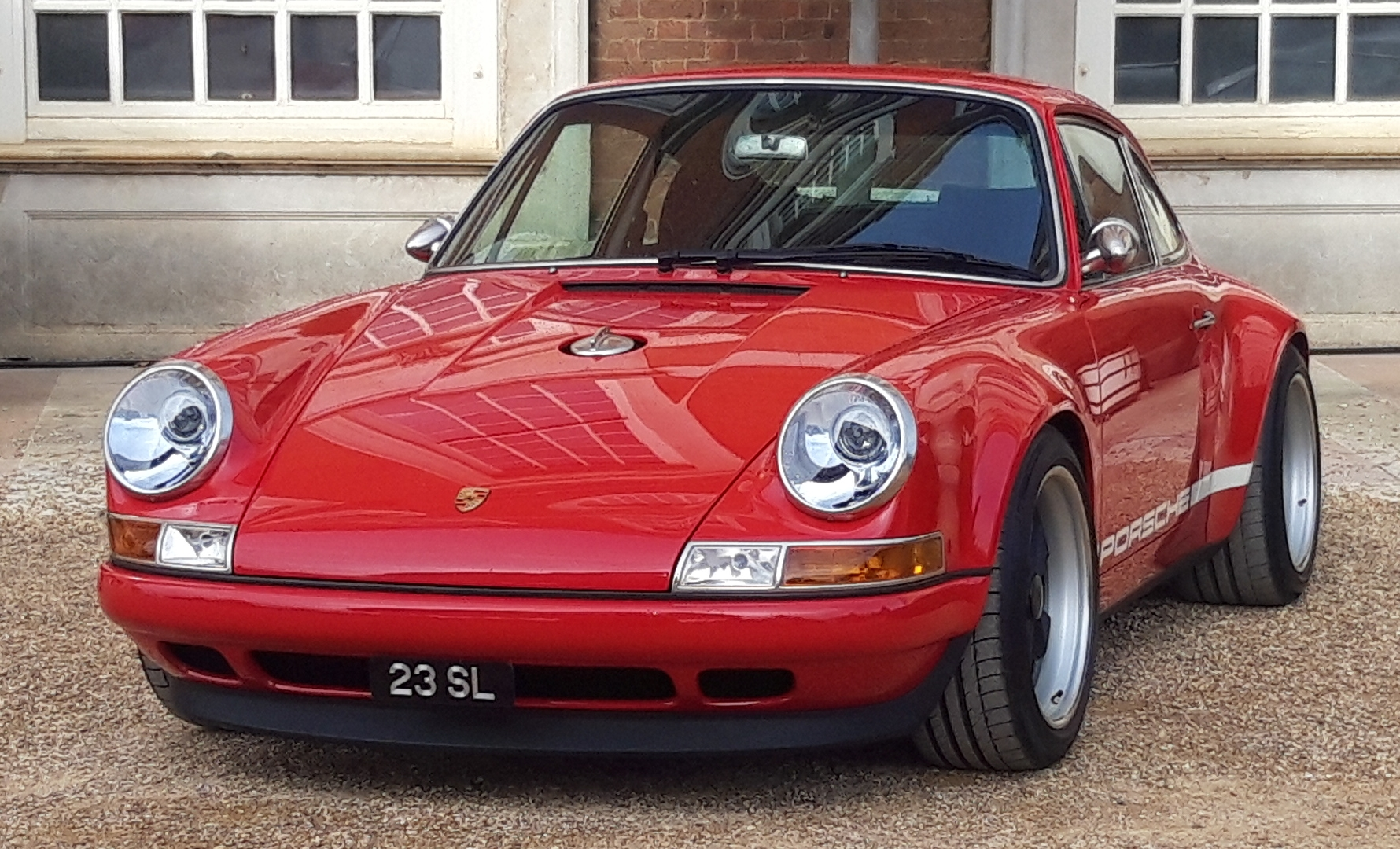
Singer 911

Seit 2009 fertigt das kalifornische Unternehmen Singer Vehicle Design diesen Serien äußerlich ähnliche Restomod-Fahrzeuge auf Basis des Porsche 964.